# Alexandrinische Münzen

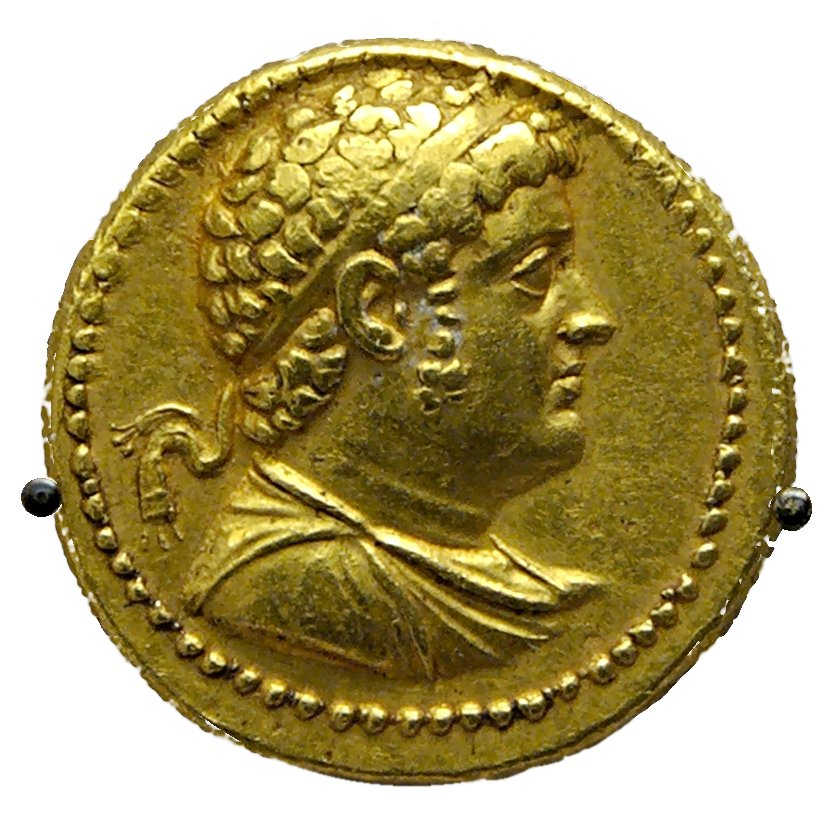
Gold-Oktadrachmon Ptolemaios IV. Philopator, 220 v. Chr.

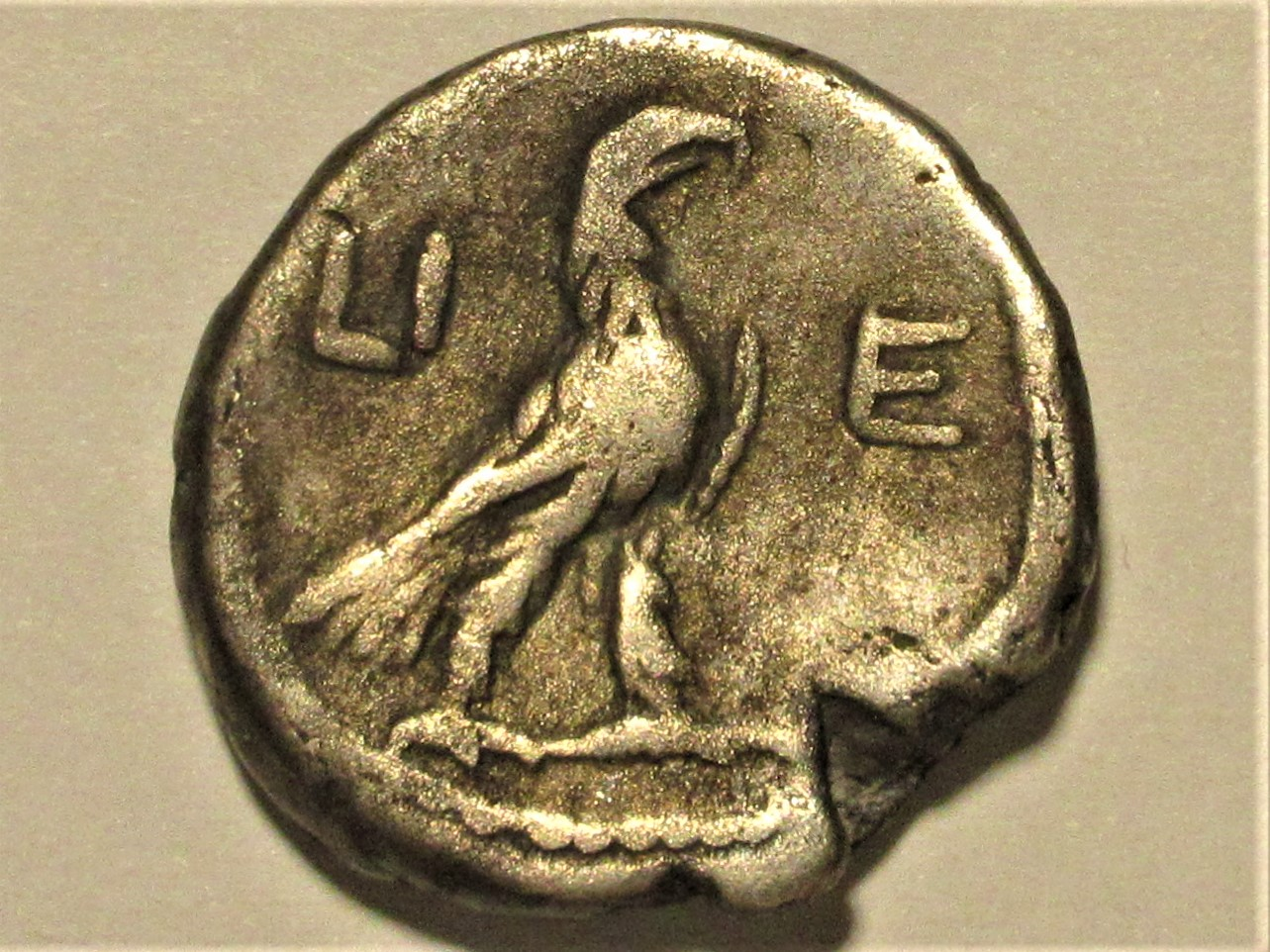
Tetradrachmenrückseite des Trajan mit Adler nach ptolemaischem Vorbild

Als Alexandrinische Münzen werden im antiken Alexandria geschlagenen Münzen bezeichnet, vornehmlich die griechisch beeinflussten ptolemaiischen Prägungen mit den Konterfeis der Herrscher, weiterhin römische Münzen, die von fast allen Kaisern ab Augustus bis zur Münzreform des Kaisers Diocletians geschlagen wurden.

## Griechische Prägungen in der Antike

### Griechische Münzen in der archaischen und klassischen Zeit
Bereits vor der Eroberung Ägyptens durch Alexander wurden in Nordostafrika Münzen in der Kyrene durch Griechen und in anderen Städten der Kyrenaika durch die Phönizier geprägt, während es in Ägypten vor Alexander nur wenige Prägungen von Münzen, hauptsächlich durch persische Satrapen gab. Dennoch waren griechische Münzen im Umlauf, die aber zunächst nur zu ihrem Metallwert gehandelt wurden, wofür die vielen gehackten Münzen in ägyptischen Schatzfunden sprechen.

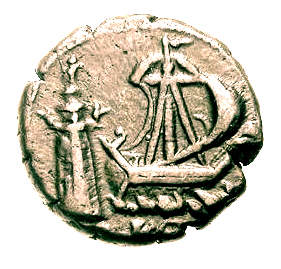
Münze des Antoninus Pius aus dem 2. Jahrhundert n. Chr., Pharos und Segelschiff (Revers)

 Teilweise wird vertreten, dass bereits Nektanebos II. (reg. 362–343 v. Chr.), der letzte einheimische Pharao vor den persischen Eroberern, Münzen geprägt hat.

### Griechische Münzen in hellenistischer Zeit
Seit dem Beginn der ptolemäischen Königszeit im 4. Jahrhundert v. Chr. mit Ptolemaios I. in der Epoche des Hellenismus waren nur die von ihnen geprägten Münzen als Zahlungsmittel in Ägypten zugelassen. Die ptolemäischen Münzen orientierten sich am attischen Münzsystem und übernahmen griechische Gestaltungsgrundsätze. Die Prägung im attischen Münzfuß sorgte für ein Gewicht von ca. 17 Gramm bei den Tetradrachmen. Die ersten Motive zeigen Alexander auf der Portraitseite und den Gott Zeus oder die Göttin Athene als Athena Alkidemos auf der Rückseite. Ptolemaios I. verstand sich zu dieser Zeit, selbst noch Jahre nach dessen Tod, nur als Satrap Alexanders. Diese Prägungen wurden von Porträts von Ptolemaios I. und einem auf einen Blitz stehenden Adler auf der Rückseite abgelöst. Eine Umschrift um den Adler herum bezeichnet Ptolemaios nun als König (ΠΤΟΛΕΜΑΙΟΥ ΒΑΣΙΛΕΩΣ). Die Nachfolger von Ptolemaios I. bleiben im Wesentlichen bei diesen Gestaltungsgrundsätzen für ihre Münzprägungen. Diese hellenistischen Prägungen zeigen von wenigen Einzelheiten wie der Elefantenhaube als Kopfschmuck kaum ägyptische Motive, sondern wirken sehr griechisch. Auch die Beschriftung ist griechisch, wenn man von der Verwendung des „L“ als einem demotischen Zeichen für „Jahr“ absieht. Da nur ein Teil der ägyptischen Bevölkerung zu dieser Zeit griechischer Herkunft war, kann die Verwendung fast rein griechischer Gestaltungsgrundsätze und Motive als Beitrag zur Hellenisierung der gesamten Bevölkerung Ägyptens gesehen werden.

## Münzen zur Zeit als römische Provinz
Im engeren Sinne meint der Begriff der Alexandrinischen Münzen die Münzen, die für die Binnenwährung der Provinz Ägypten geprägt wurden. Geissen weist darauf hin, dass, wenn auch in seltenen Fällen, die Münzstätte in Alexandria auch Münzen für die Provinz Syria (Tetradrachmen für Trajan in seinem 12. Regierungsjahr) und reichsrömische Aurei (zur Zeit von Vespasian und Septimius Severus) und Denare (für Septimius Severus) geprägt habe. Die Münzstätte von Alexandria war in vier offizinae untergliedert.

### Binnenwährung und Geldmenge
Von den Römern wurde die Praxis nur eine Binnenwährung zuzulassen mit der Eroberung Ägyptens unter Augustus seit dem Jahr 30 v. Chr. übernommen, was dazu führte, dass alle fremden Währungen bei der Einreise nach Alexandria in die dort gültigen Zahlungsmittel umgetauscht werden mussten. Die Ausgabe erfolgten zunächst weiter in der Form der Silbertetradrachme oder Drachme (gr. Δραχμή), die in vielen Diadochen-Staaten dieser Epoche offizielle Zahlungsmittel waren. Es wird geschätzt, dass sich der Silbermünzenbestand innerhalb eines 50-Jahreszeitraums zwischen dem letzten Prägejahr unter Kleopatra VII. und der Wiederaufnahme der Prägungen unter Tiberius durch die allgemeine Verlustrate und Abrieb in etwa halbiert hat. Die damit verbundenen Schwierigkeiten bei der Steuererhebung erforderten die (Wieder-)Erhöhung der Geldmenge. Allein die Kopfsteuer, als eine von vielen Steuern, soll zu dieser Zeit für Ägypten ein Volumen von rund 20 Millionen Tetradrachmen ausgemacht haben. Die Gesamtgeldumlaufmenge wird auf über 75 Millionen Tetradrachmen geschätzt. Eine kontinuierliche Ergänzung der Verlustrate fand nicht statt. So wurden unter Caligula kaum alexandrinische Münzen geprägt. In volumenstarken Prägejahren soll die Jahresproduktion von Tetradrachmen bei maximal 2,5 Millionen gelegen haben. Anders als in den kleinasiatischen Provinzen waren Gegenstempelungen auf Alexandrinischen Münzen unbekannt.

### Nominalstruktur

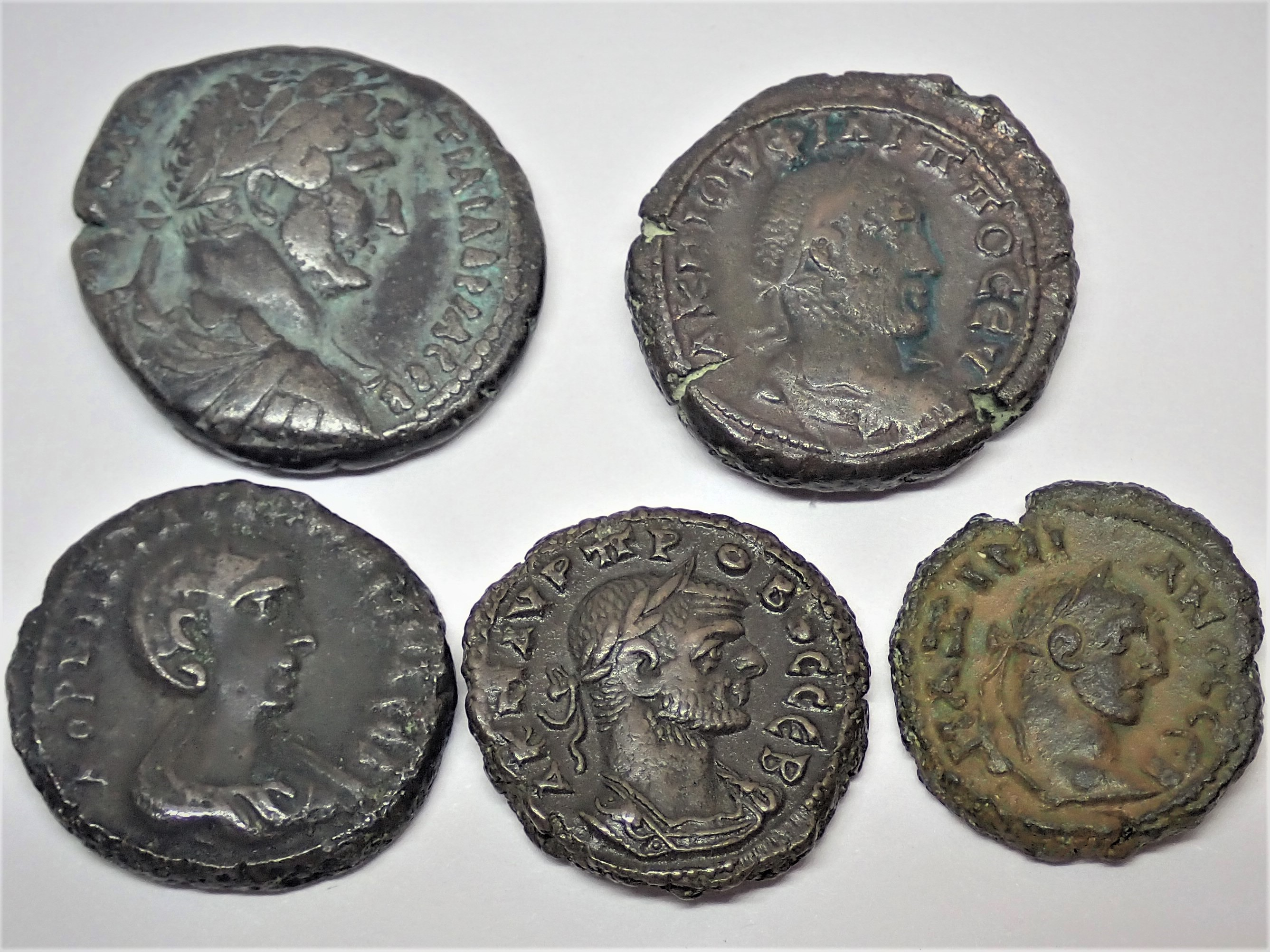
Gewichtsreduktion der Tetradrachmen (von links oben nach rechts unten): Hadrian, Philipp I., Salonina, Probus, Maximianus

Das von den Griechen übernommene Nominalsystem ändert sich in mehreren Schritten. Unter Kaiser Tiberius wird das Silberdrachmensystem durch die Billontetradrachme als wichtigstem Nominal abgelöst. Der Silbergehalt der Münzen und sogar ihr Gesamtgewicht sinken nun ständig. Die Bronzemünzen wurden seit Augustus in vier Nominalstufen geprägt, die dann unter Nero auf sechs erweitert wurden. Unter Claudius werden der Obol mit drei Mohnköpfen und zwei Ähren in einer Hand als Rückseitenmotiv verwendet und zur Unterscheidung auf dem kleineren Dichalkum das Krokodil. Insgesamt ist es für viele Bronzemünzen Alexandrias aber schwierig sie in ein verlässliches System zu unterteilen, weshalb der gängige deutschsprachige Katalog diese Prägungen nicht mit nach Nominalbezeichnungen, sondern nach dem Durchmesser untergliedert. Während die ersten Billontetradrachmen wenigstens in ihrem Durchmesser mit 22 bis 26 mm noch den früheren Silbertetradrachmen ähnelten, sinkt der Durchmesser der letzten Billontetradrachmen auf 16 bis 18 mm. Bereits unter Tiberius sinkt der Silbergehalt auf 20 bis 25 Prozent. Diese gegen Ende des 3. Jahrhunderts geprägten Tetradrachmen enthalten sogar nur noch 0,6 Prozent Silber. Die Entwicklung zu immer leichteren und weniger silberhaltigen Münzen verläuft damit ähnlich wie bei den reichsrömischen Münzen, die ebenfalls von Inflation betroffen waren.

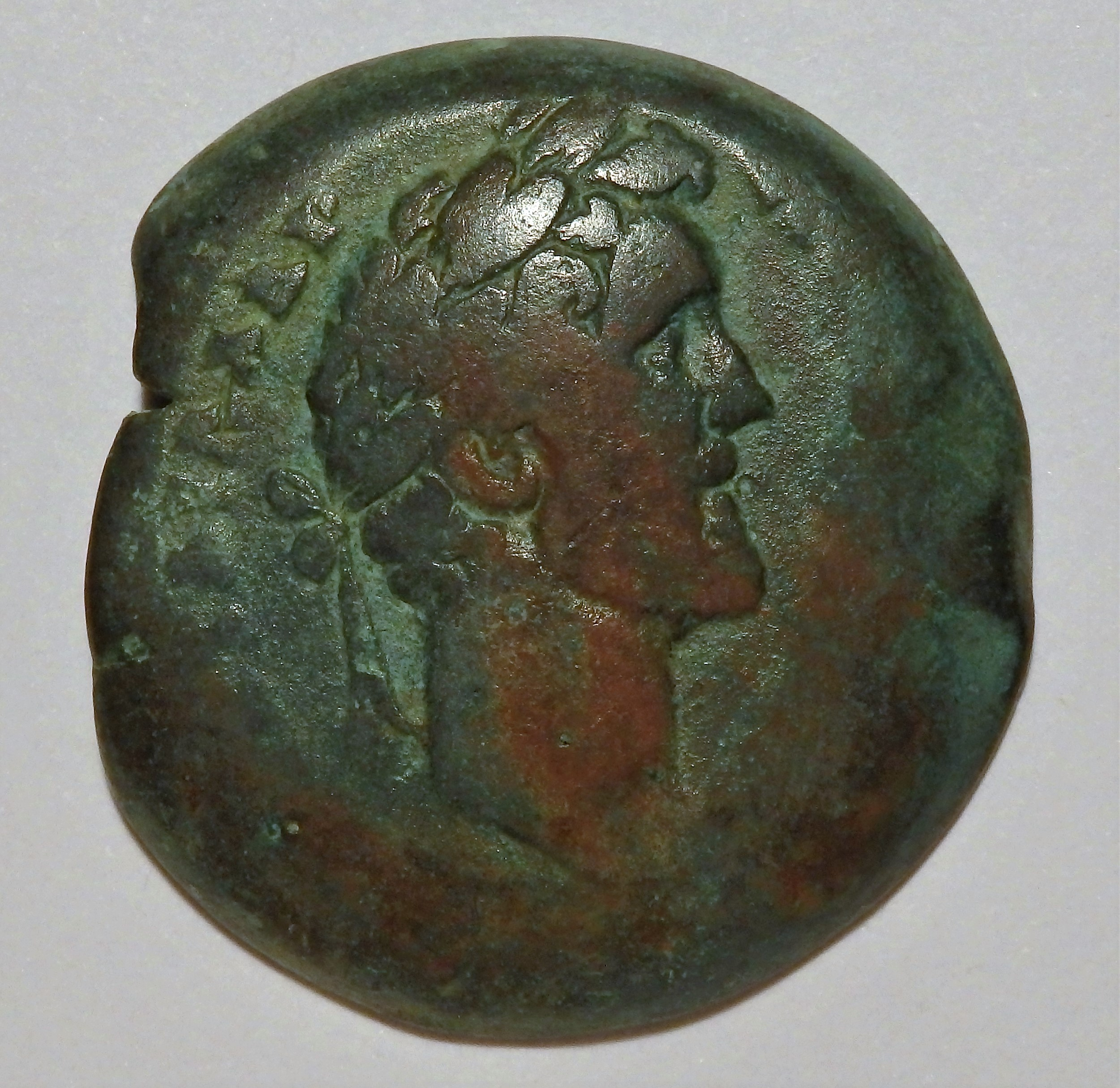
Alexandrinische Drachme z.Zt des Antoninus Pius, ca. 35 mm Durchmesser

### Datierung alexandrinischer Münzen

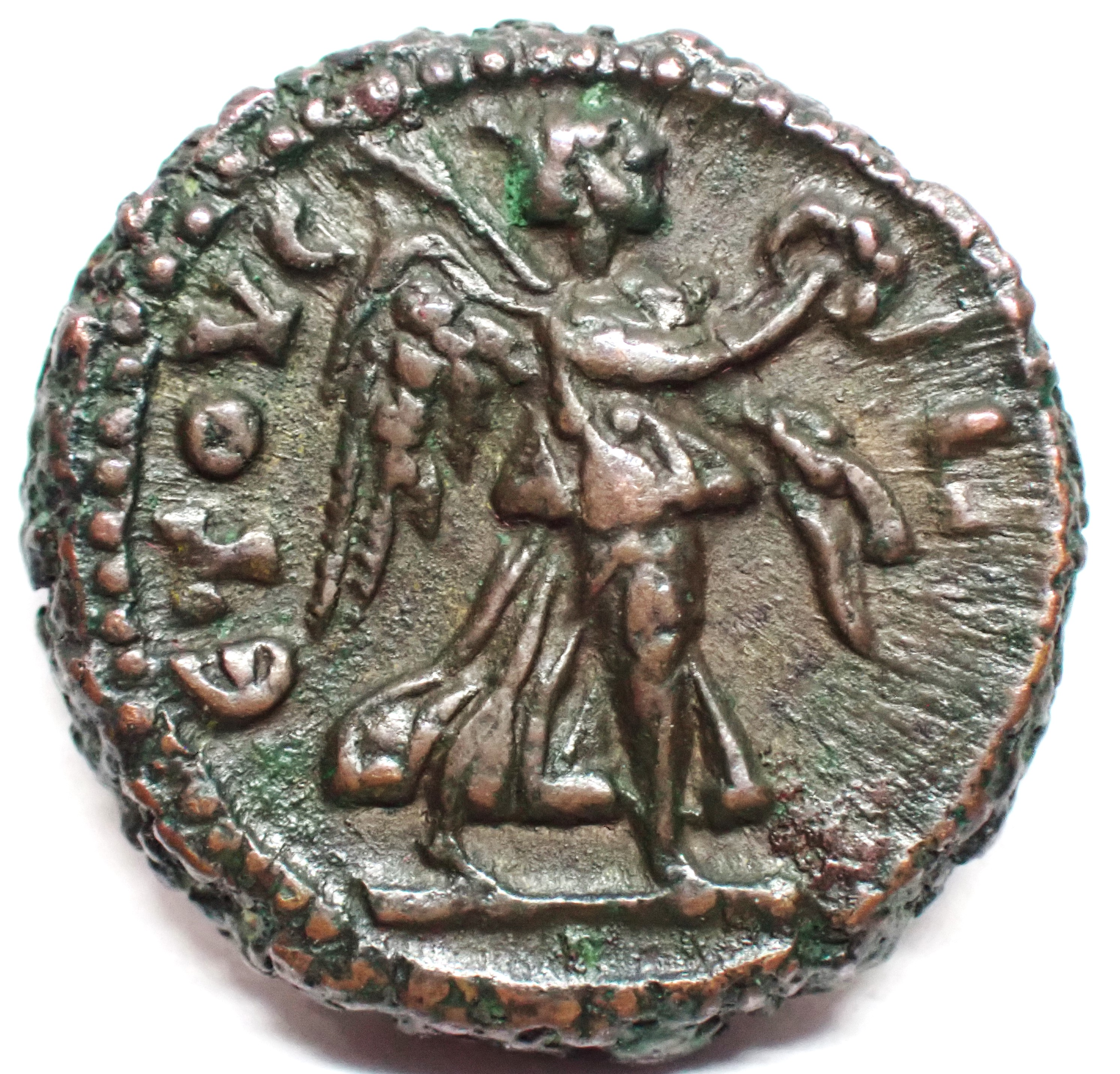
Alexandrinische Münze (Numerianus) mit griechischen Wort für „Jahr“

Die Datierung der Münzen folgte den kaiserlichen Regierungsjahren und begann deshalb bei jedem neuen Kaiser von vorne. Üblicherweise begann die Datierung mit dem demotischen Zeichen L für Jahr. Nur selten wurde statt dem demotischen L das griechische Wort für Jahr (ETOYΣ oder ETOYC) ausgeschrieben. Dahinter folgten in alphabetischer Reihenfolge der Buchstabe A für das erste Regierungsjahr, B für das zweite, Γ für das dritte, Δ für das vierte und so weiter.

### Motive auf Münzen

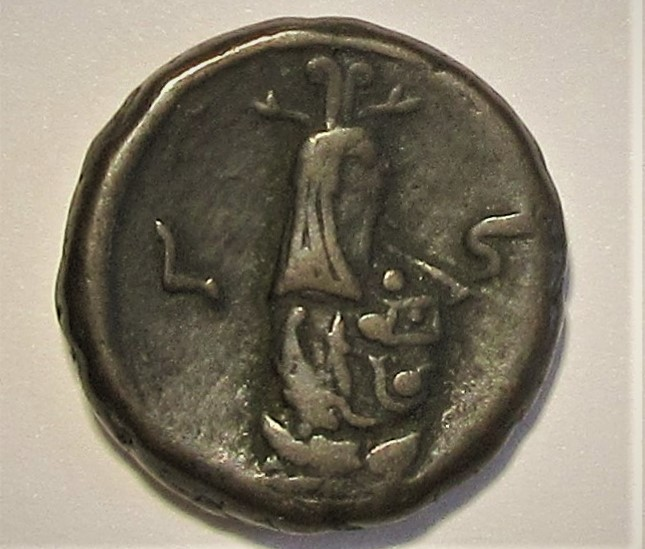
Kanopos auf Tetradrachme aus Alexandria, L S (Jahr 6) des Kaisers Hadrian

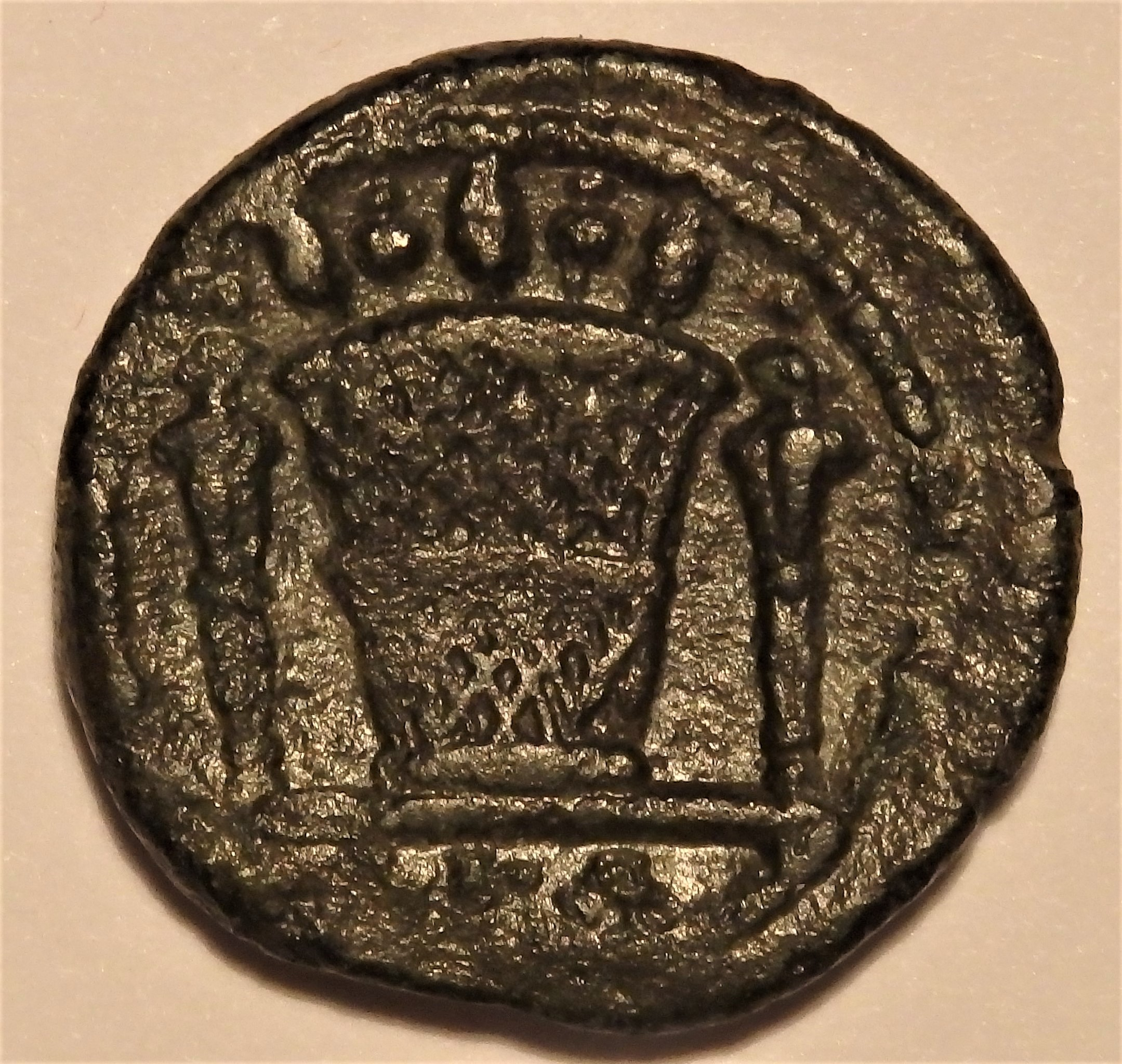
Kalathos auf Kleinbronzemünze aus Alexandria, ca. 20 mm Durchmesser

Auch der ptolemäische auf einem Blitz stehende Adler wird als Motiv weitergeprägt, wird in seiner Gestaltung aber später stark abgewandelt. Die Umschriften der Münzen verdeutlichen, dass die göttliche Verehrung der hellenistischen Könige auf den römischen Kaiser übertragen werden sollte. Das Avers zeigt – bis auf wenige Ausnahmen – den jeweils herrschenden römischen Kaiser oder einen engen Angehörigen (Kaiserin, Sohn als Cäsar). Das Revers weist meistens eine weitere Porträtansicht, Götterbilder, Symbole oder Bauwerke auf. Während die Anzahl der Reversmotive unter Augustus und Tiberius noch überschaubar ist, nimmt die Motivvielfalt unter Claudius schon deutlich zu und erreicht unter Nero schon einen frühen Höhepunkt, in dem die Münze ihre Nebenfunktion als Massenkommunikationsmittel schon voll entfaltet hat.
Einige Münzprägungen, besonders die im 2. Jahrhundert unter den Kaisern Hadrian, Antoninus Pius, Marcus Aurelius und Commodus in Alexandria herausgegeben wurden, zeigen als herausragendes Motiv neben dem Kaiserporträt auf dem Avers den Pharos von Alexandria auf dem Revers, allein oder mit der Isis Pharia oder mit anderen Zusatzmotiven. Diese Münzen, meist Kupfer-Drachmen oder Halbdrachmen, sind die einzigen aus der Antike überlieferten bildlichen Darstellungen des gewaltigen siebten Weltwunders und damit einzige Originaldarstellungen, die zu dessen Rekonstruktion herangezogen werden konnten.
Die Gestaltung der Münzen folgte zwar in erster Linie griechischen und römischen Traditionen, es wurden aber ägyptische Motive in erheblich stärkerem Maße berücksichtigt als in hellenistischer Zeit. Dazu gehört auch eine kleine Kupfermünze die im 17. Regierungsjahr Trajans in den Umlauf kam und auf der Rückseite die Hemhem-Krone abbildet. Gölitzer wertet dies als deutliches Bemühen, damit sich alle drei großen Volksgruppen in Ägypten von den Motiven angesprochen fühlen. Neben dem Pharos werden auch Sphinxen oder ägyptische Architekturelemente wie Pylone abgebildet. Häufig wird die aus hellenistischer Zeit stammende Mischgottheit aus Osiris und Apis Sarapis als Herr des Nils und Gatte der Isis als Motiv verwandt. Ein rein ägyptisches Motiv aus dem Totenkult sind auch die gelegentlich abgebildeten Kanopen oder für die ägyptische Religion heilige Tiere wie der Apis-Stier, die Agathodaimon- und die Uräus-Schlange, der Ibis, das Krokodil und das Nilpferd. Andererseits werden auch in römischer Zeit auch rein griechische Motive wie das Parisurteil weiter aufgeprägt. Die Verwendung ägyptischer und griechischer Motive neben den römischen beweist die große Integrationsfähigkeit der Römer für fremde kulturelle Einflüsse. Zudem wird die Berücksichtigung der regionalen kulturellen Traditionen die Bereitschaft der Bevölkerung die römische Herrschaft zu akzeptieren, gefördert haben. Die besondere Bedeutung Ägyptens zur Sicherstellung der Getreideversorgung für Rom (Cura annonae) ergibt sich aus einer Reihe von Rückseitenmotiven wie gebündelte Ackerfrüchten, einem Kalathos mit Getreideähren und Mohnkapseln oder einem Schnitter bei der Getreideernte. Gelegentliche Prägungen anlässlich von Ereignissen die nur in geringen Bezug zu Ägypten stehen, wie die Griechenlandreise Neros in seinem 13. Regierungsjahr (siehe Tetradrachme Neros mit Schiff in der Bildergalerie) oder den Siegen von Domitian oder Claudius Gothicus über germanische Stämme, zeigen die Bemühungen, Ägypten in gesamtrömische Ereignisse einzubinden.
Nicht zuletzt dienten die Bildmotive auch dieser Münzen der Propaganda. Das zeigt sich beispielhaft auf der Rückseite einer Tetradrachme aus der Zeit des Hadrian, auf der die personifizierte Alexandria (anhand der Elefantenhaube zu identifizieren) dem Kaiser Hadrian die Hand reicht. Die Stellung als römische Provinz sollte damit als im Einverständnis mit der Bevölkerung erscheinen.

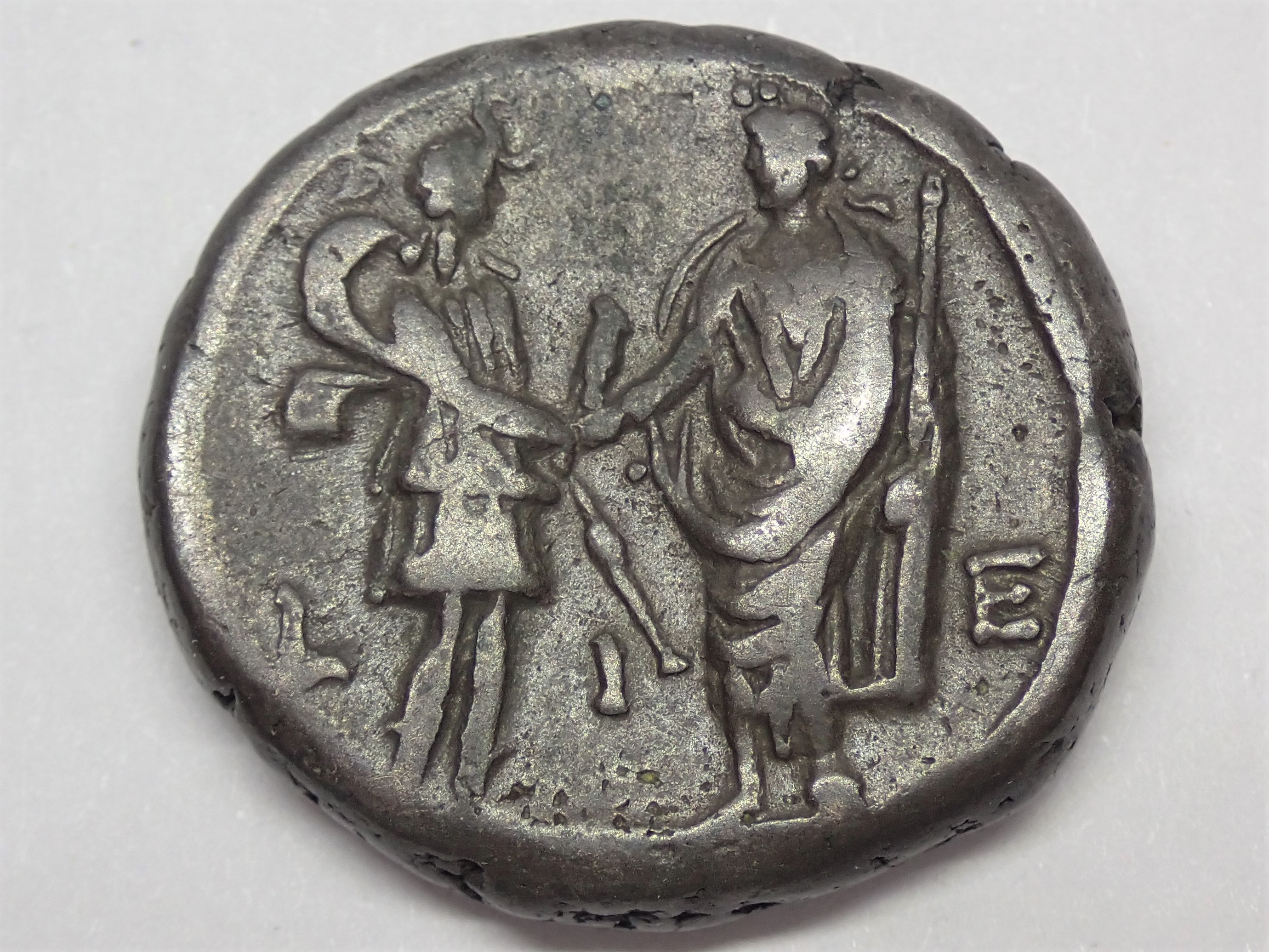
Tetradrachme: Alexandria und Hadrian im Handschlag, Kampmann/Ganschow 32.505

### Gauprägungen
In Alexandria wurden fast alle Münzen für Ägypten in römischer Zeit hergestellt. Daneben gab es vereinzelt auch sogenannte Städte- und Gauprägungen, die ebenfalls das Kaiserportrait abbildeten und seine Titulatur aufführten, aber in der Verwendung der Motive für die Rückseiten auch auf lokale Kulte Rücksicht nahmen. Diese Prägungen finden sich aber nur seit Domitian, dann vor allem zur Zeit des Trajan und Hadrianus und auslaufend noch unter Antoninus Pius und Marcus Aurelius als Cäsar.

## Ende der eigenen Münzprägungen in der Antike
Eigene Münzprägungen für die Provinz Ägypten fanden im Jahr 296 n. Chr. mit den Reformen des Tetrachenkaisers Diocletian ihr Ende. Seitdem wurden im gesamten römischen Herrschaftsgebiet nur noch reichsrömische Münzen geprägt. Nach dem Ende der römischen Zeit und der Zugehörigkeit zum Byzantinischen Reich galt die Byzantinische Währung, die später von arabischen Münzen abgelöst wurde.

## Bildergalerie

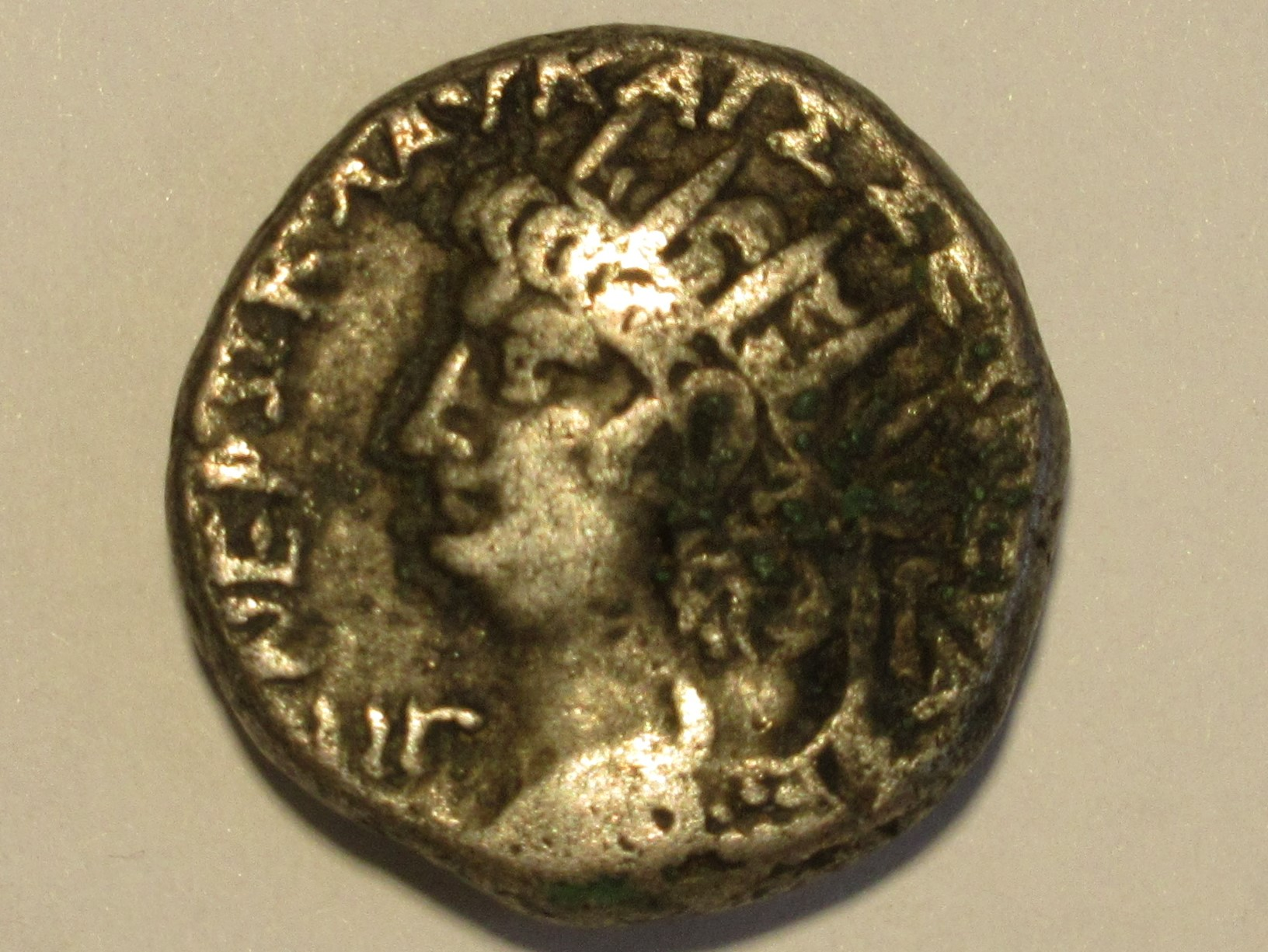
Tetradrachme  Nero, Kampmann/Ganschow 14.99
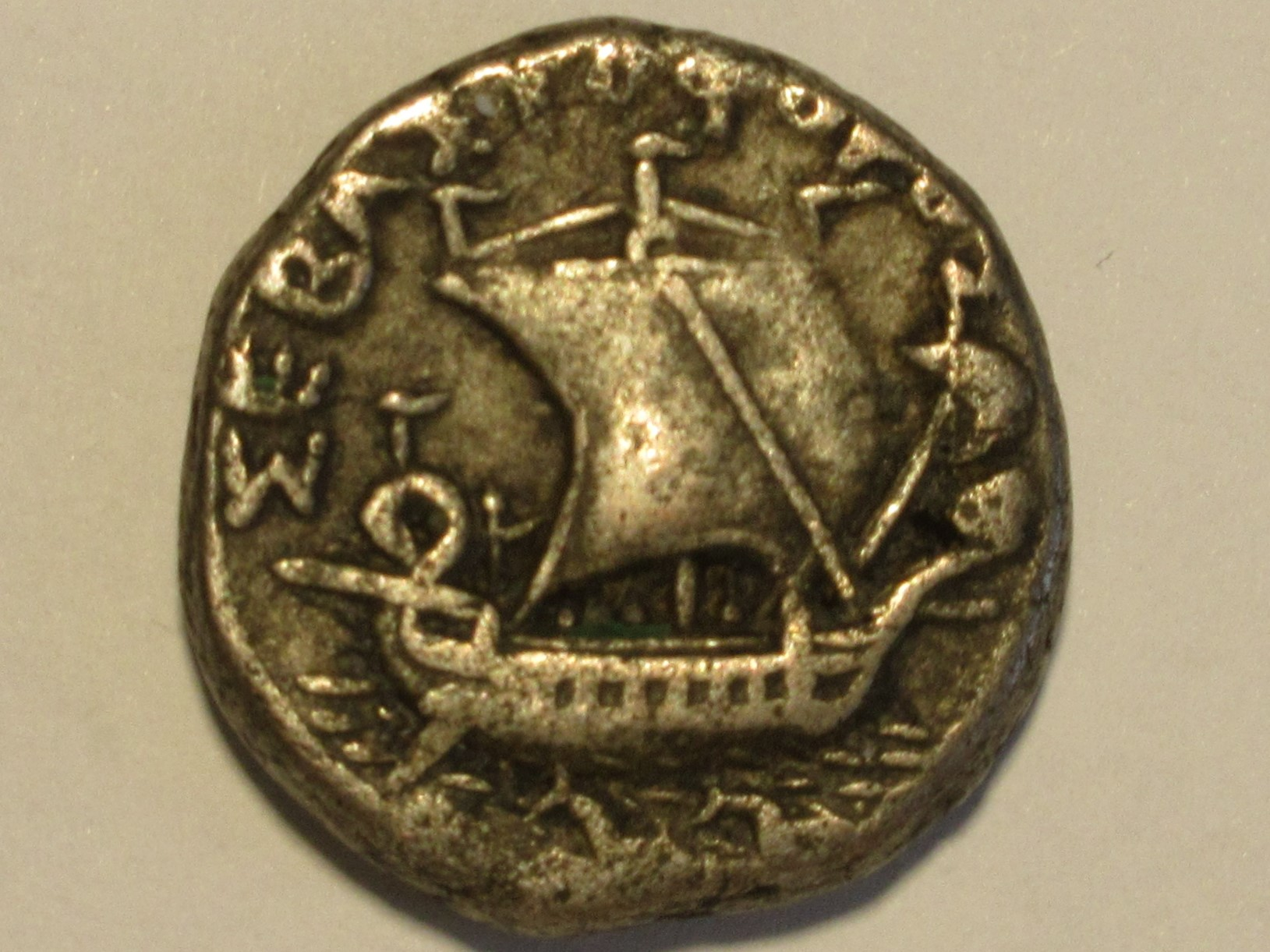
Tetradrachme  Nero, Kampmann/Ganschow 14.99, Rückseite, Schiff des Nero
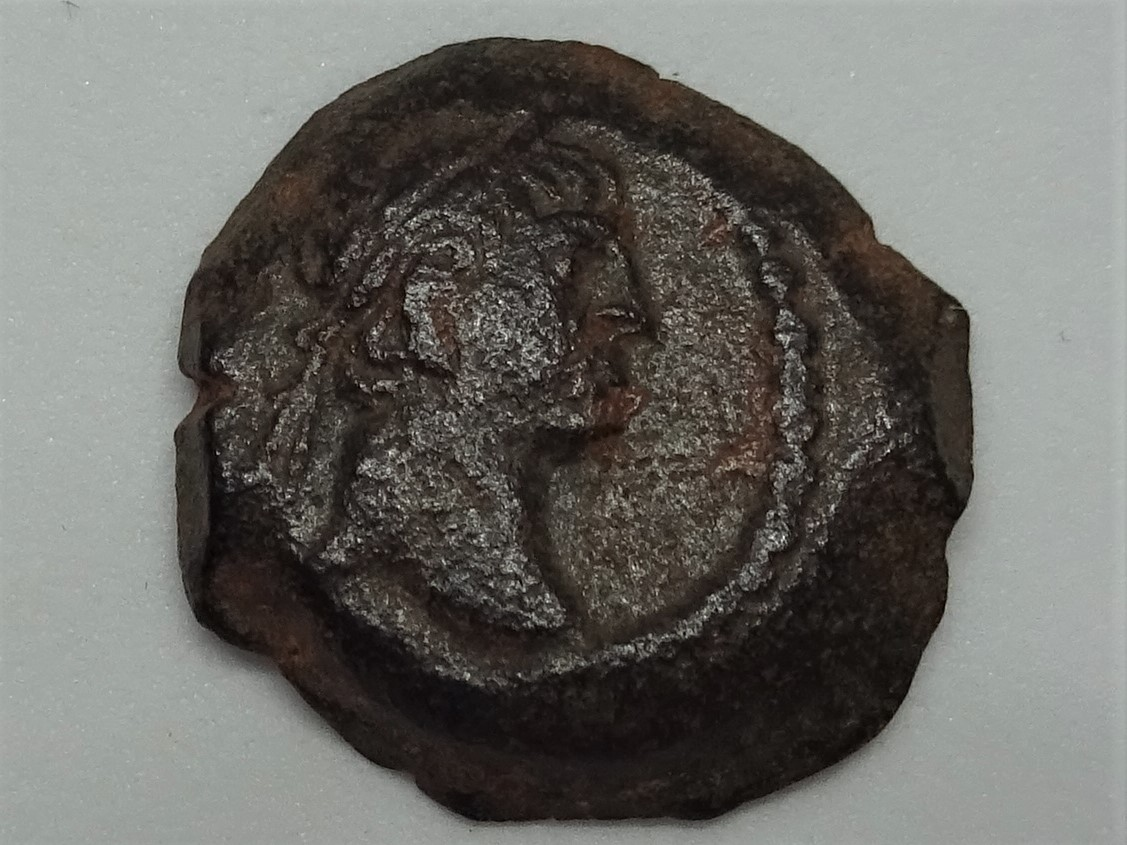
Kleine Kupfermünze, Kampmann/Ganschow 27.574, Trajan Jahr 17
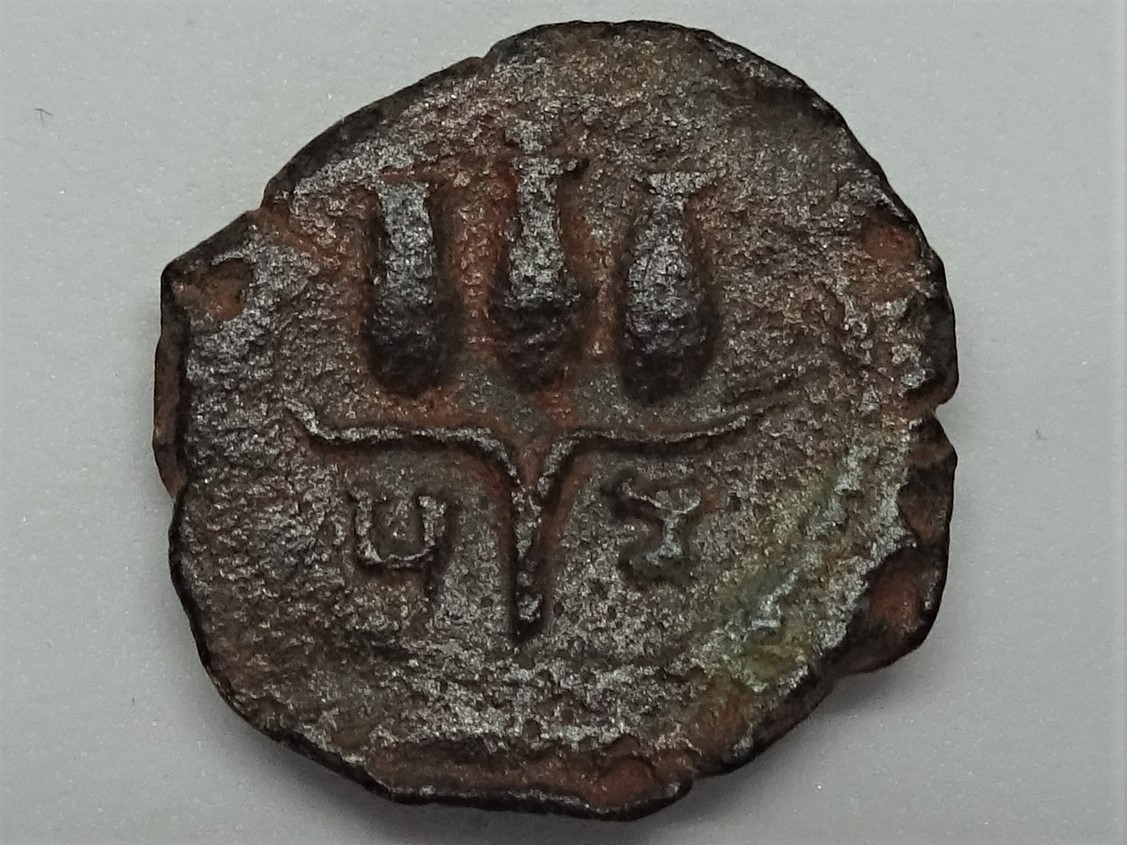
Hemhem-Krone Kampmann/Ganschow 27.574
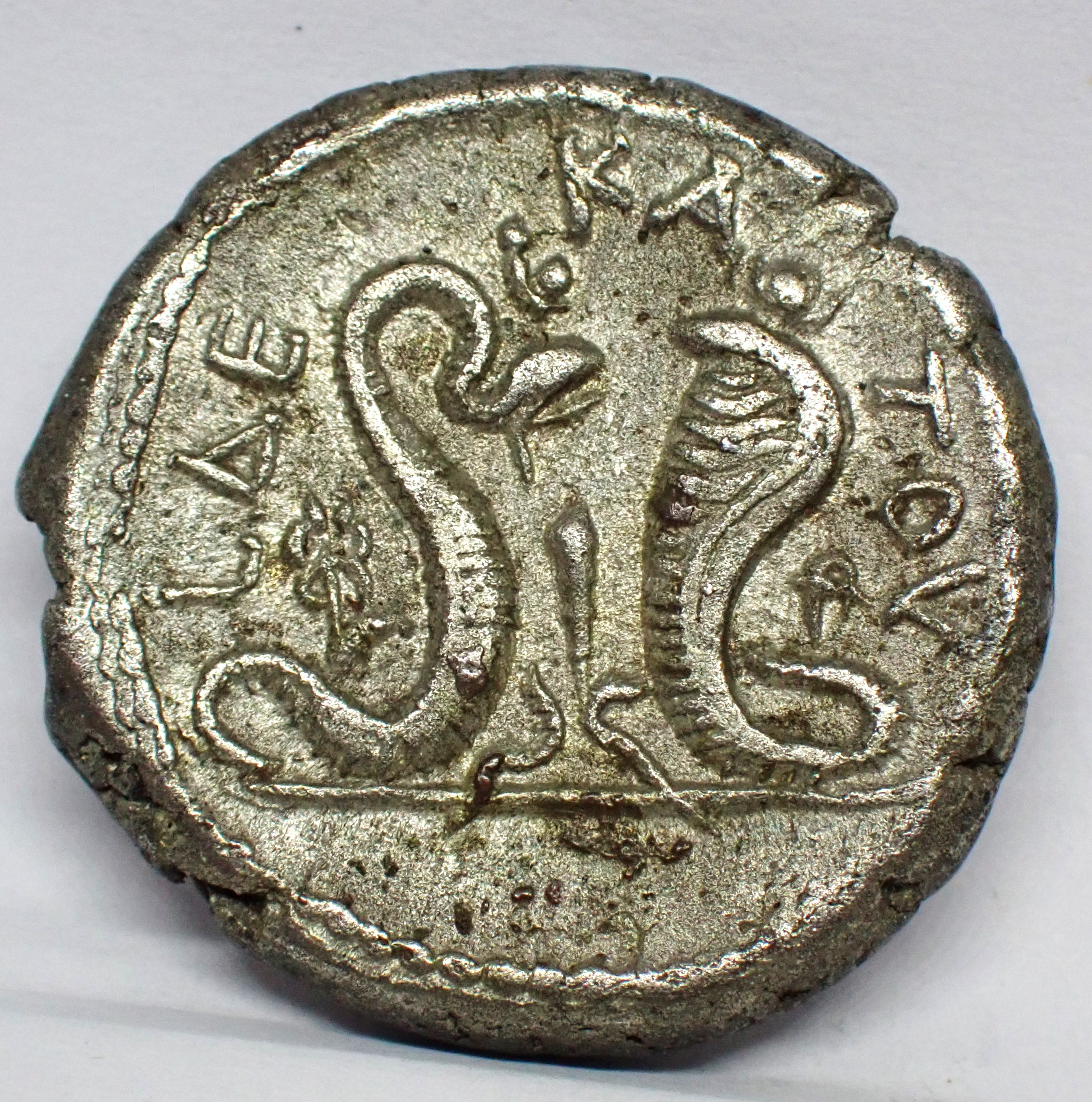
Agathodaimonschlange (links) und Uräusschlange (rechts), Tetradrachme, Hadrian, Alexandria
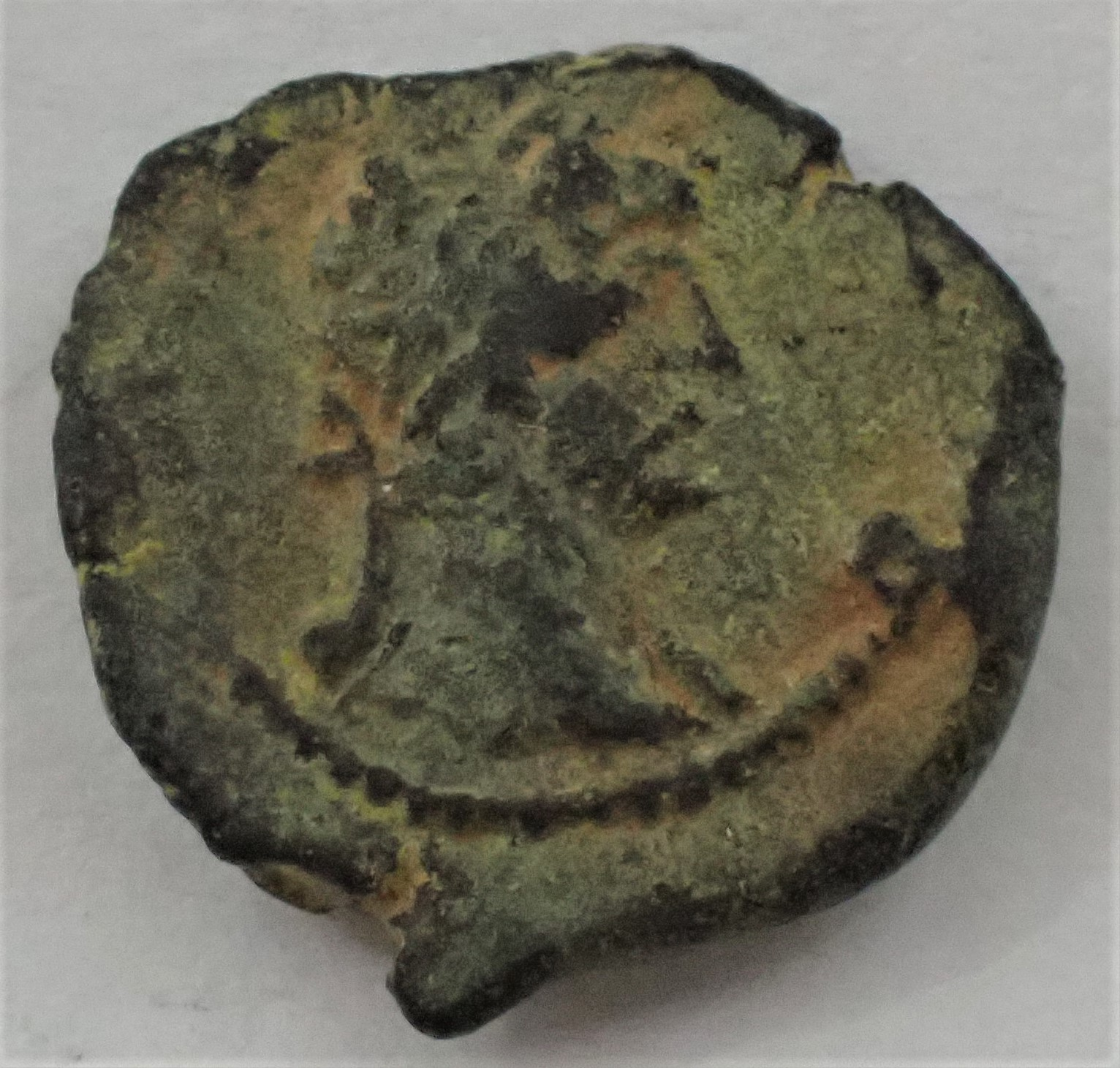
Kleinbronzemünze des Hadrian, Kampmann/Ganschow 32.453
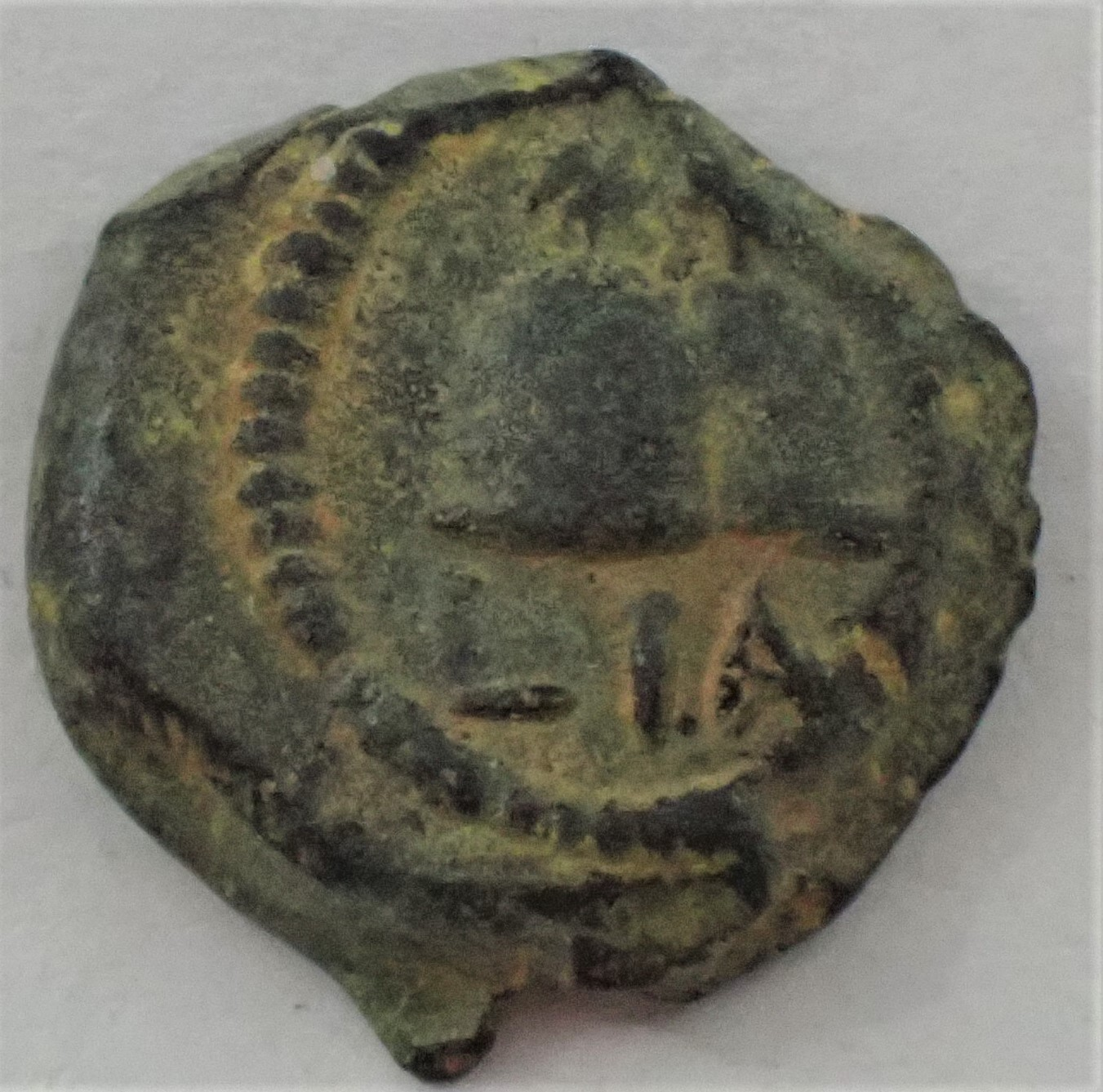
Revers mit Dioskurenkappen, Jahr 11, Kampmann/Ganschow 32.453
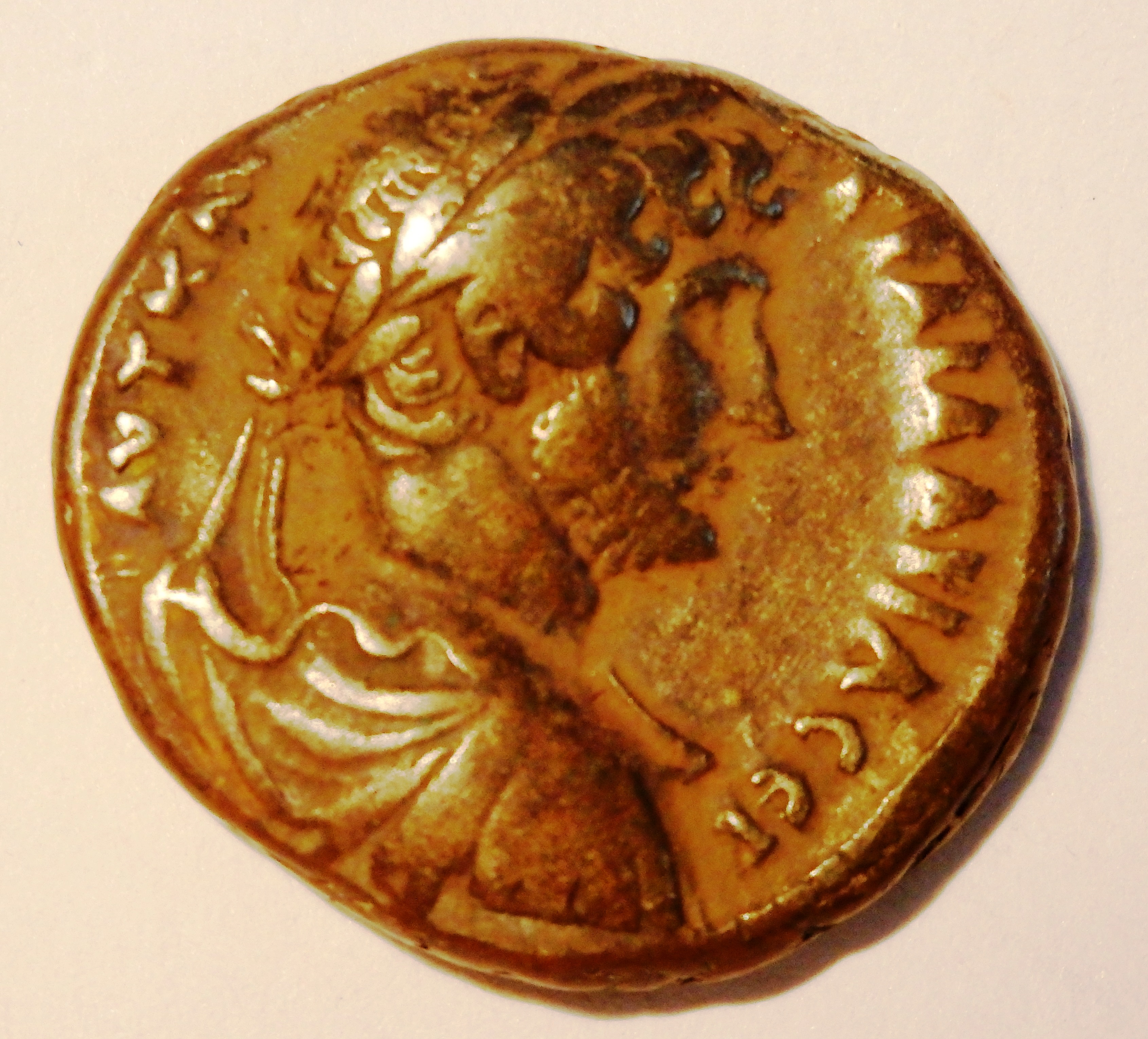
Billontetradrachme  Hadrian, Kampmann/Ganschow 32.468
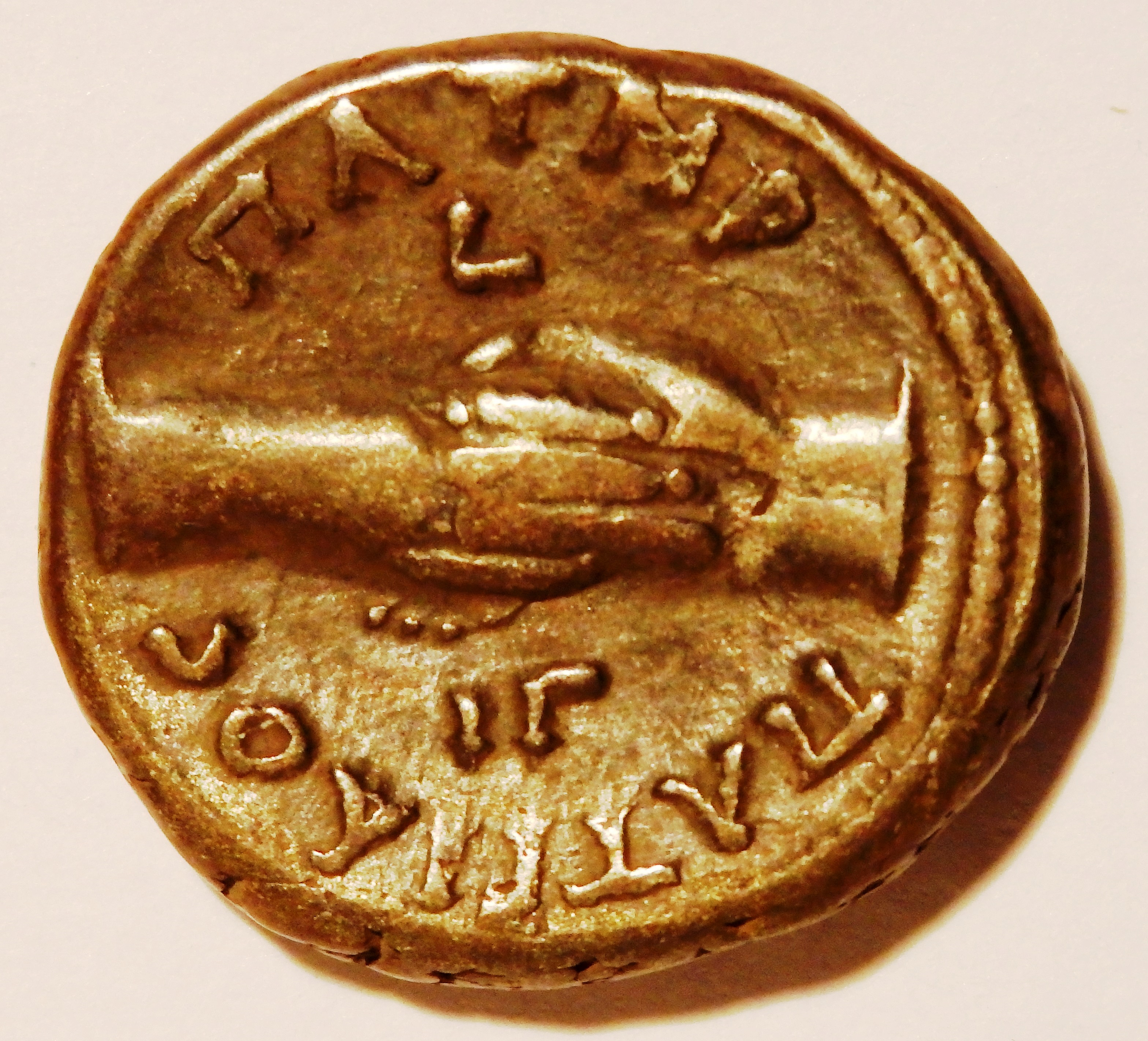
Hadrian Kampmann/Ganschow 32.468 Rückseite, Handschlag
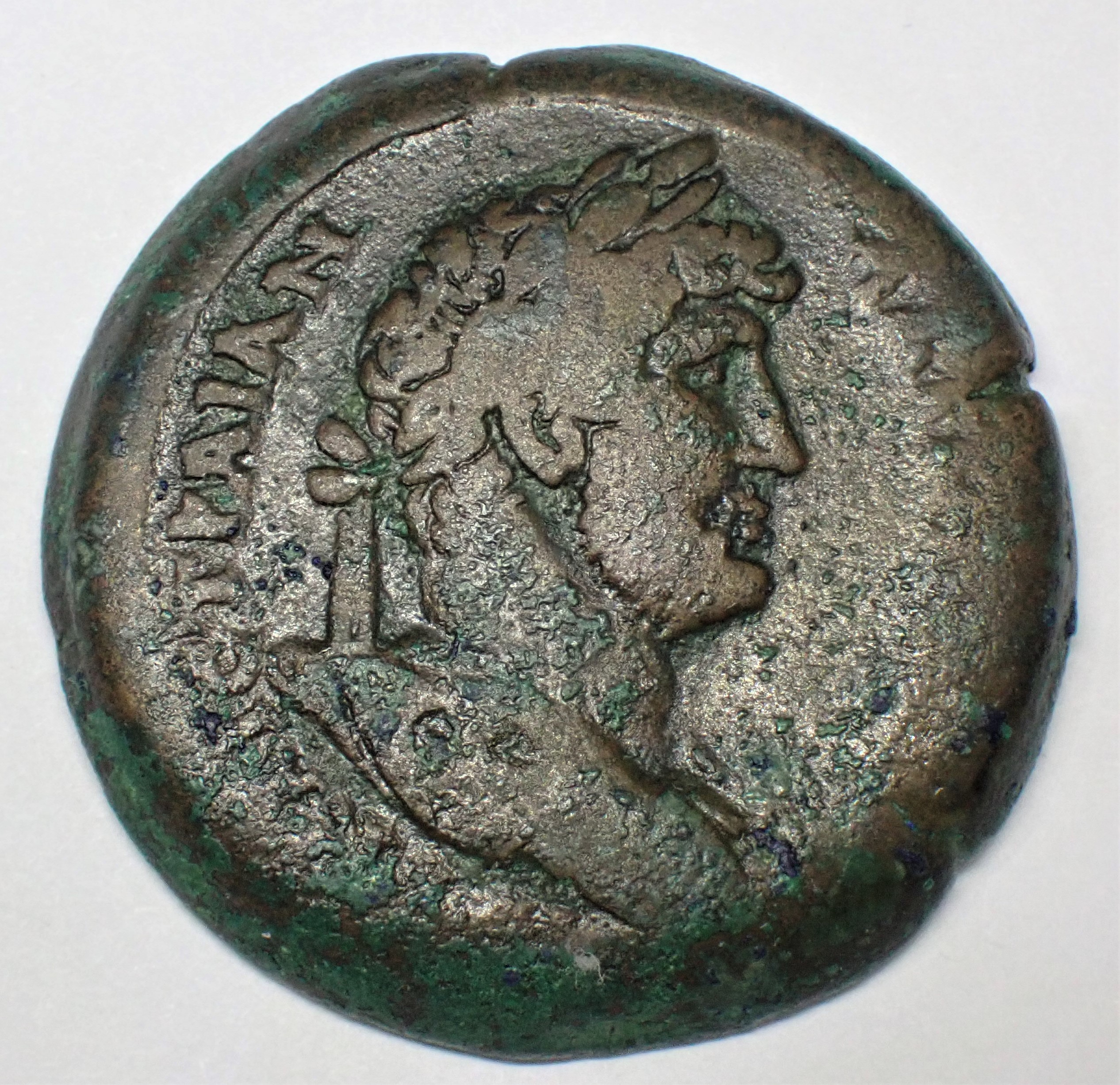
Bronzedrachme des Hadrian, Kampmann/Ganschow 32.640
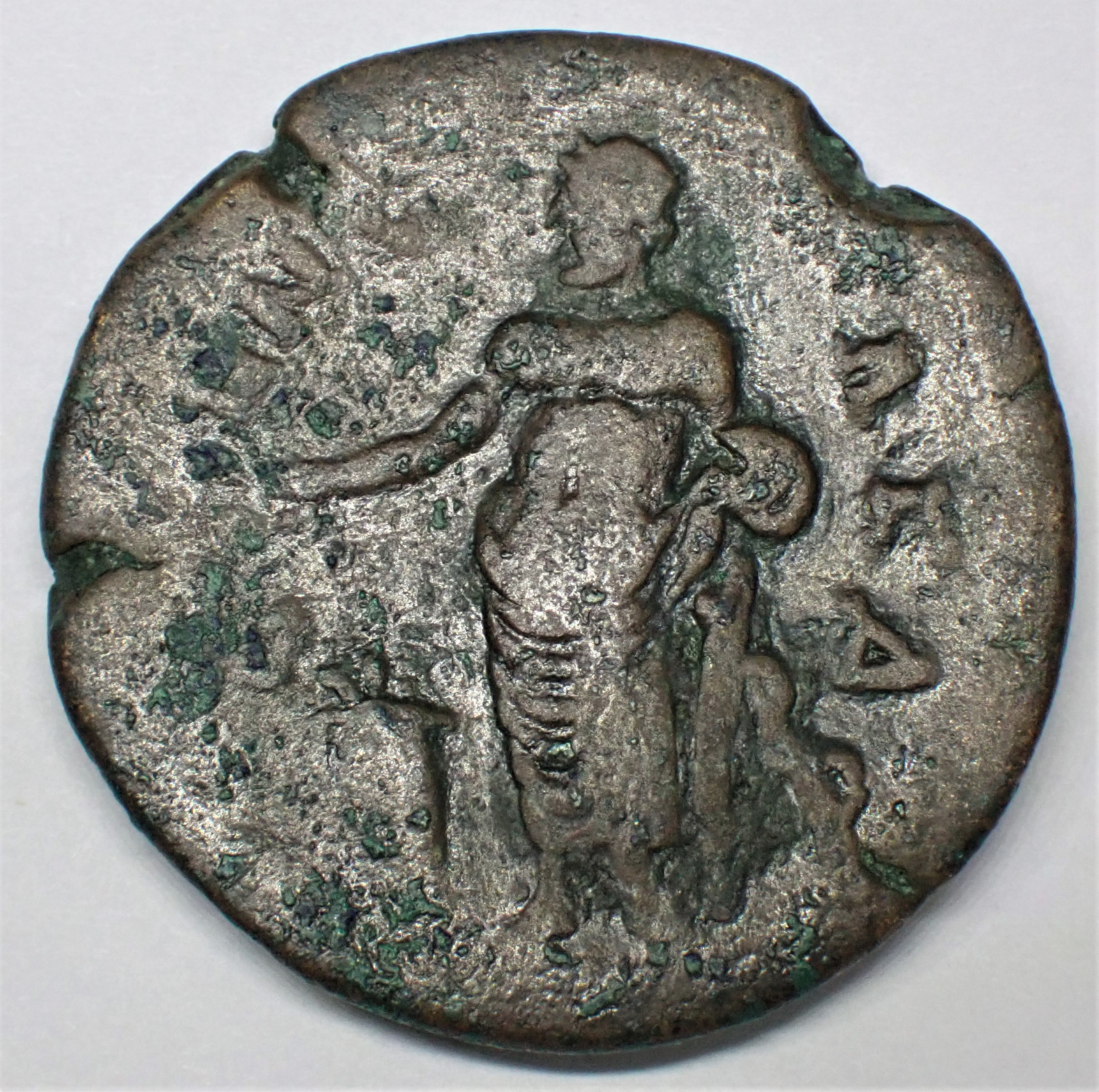
Revers mit opfernden Asklepios, Kampmann/Ganschow 32.640
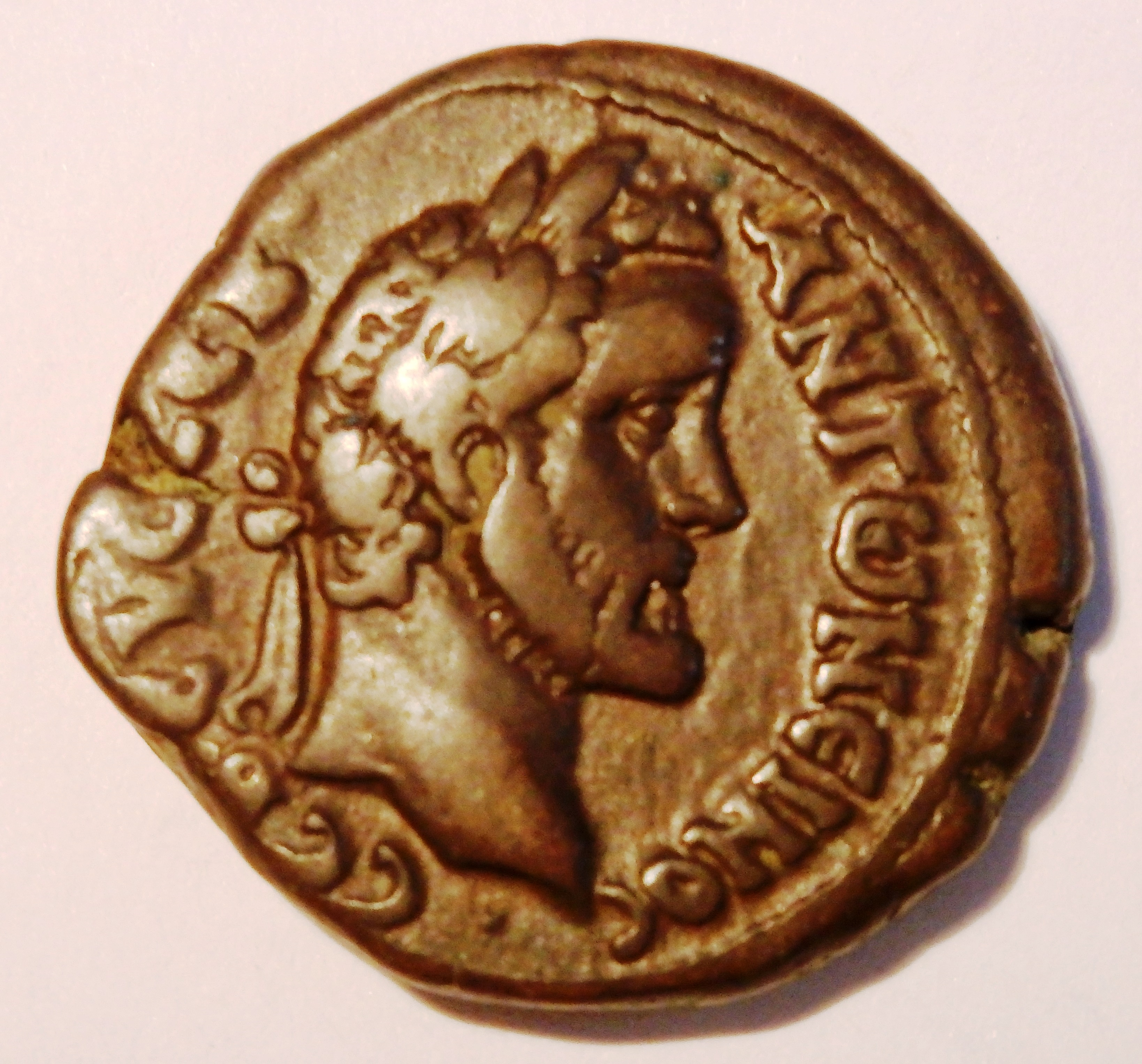
Billontetradrachme Antoninus Pius, Kampmann/Ganschow 35.298
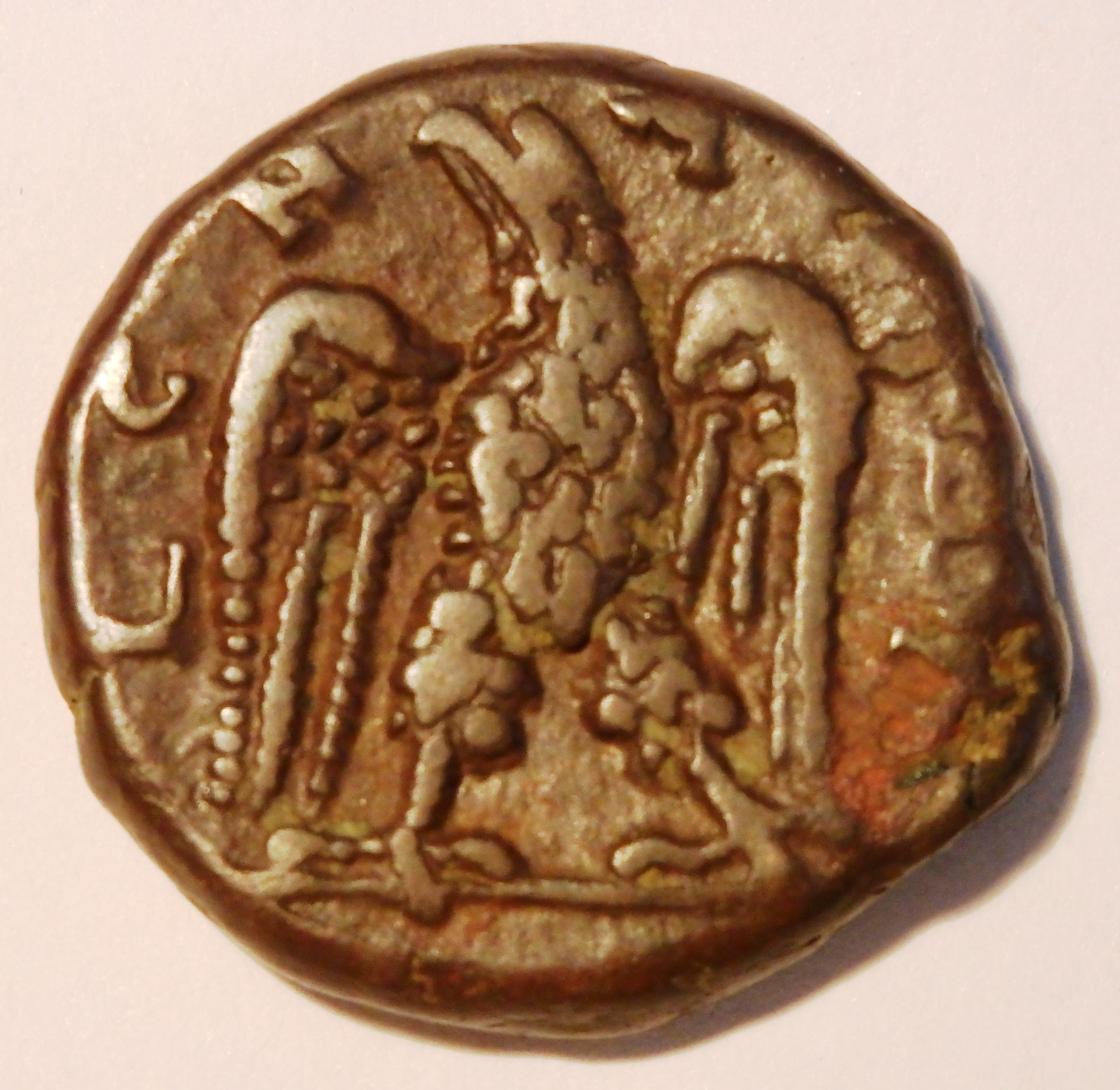
Antoninus Pius, Kampmann/Ganschow 35.298 Rückseite, Adler mit ausgebreiteten Flügeln
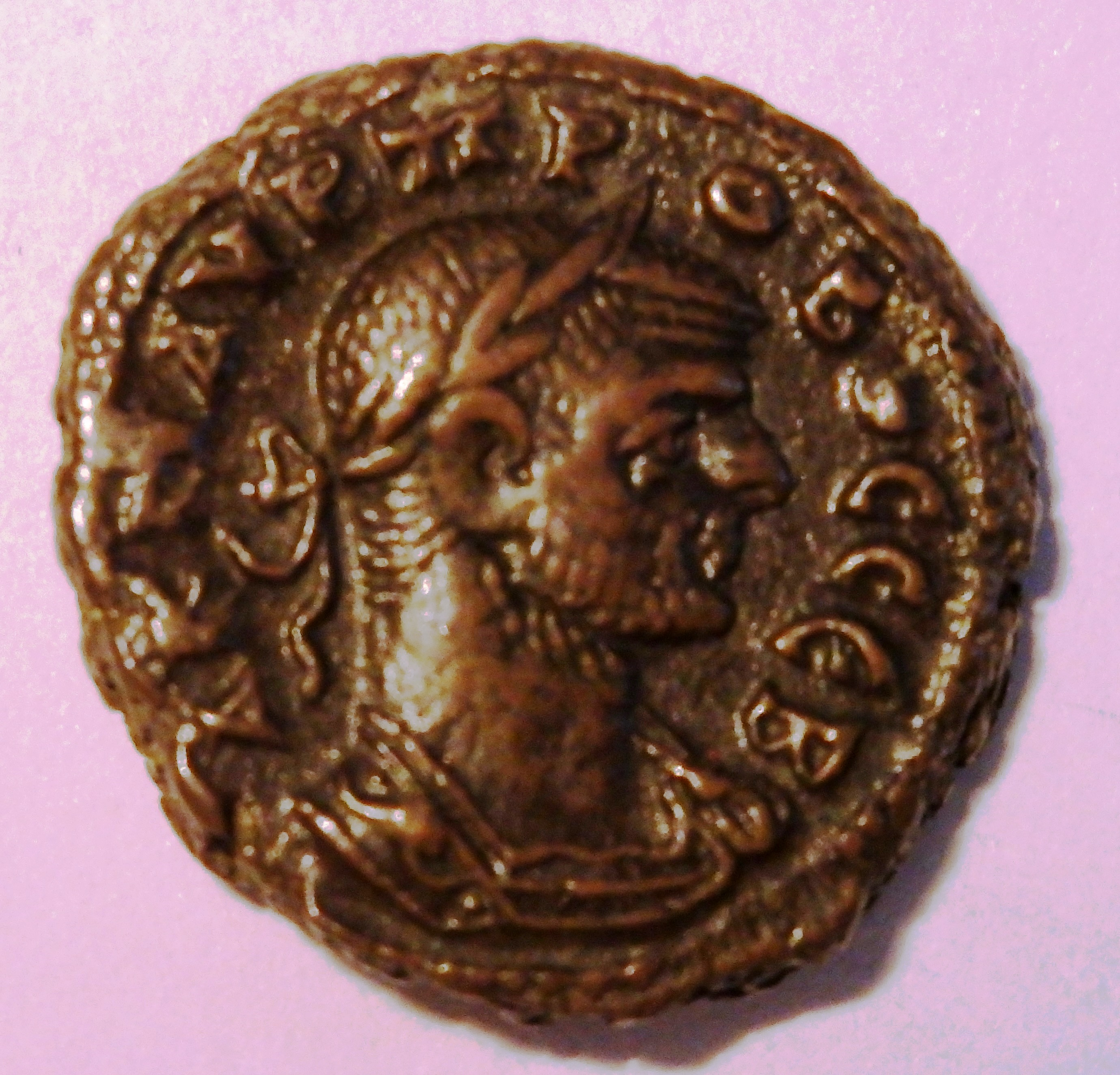
Billontetradrachme Probus, Kampmann/Ganschow 112.5
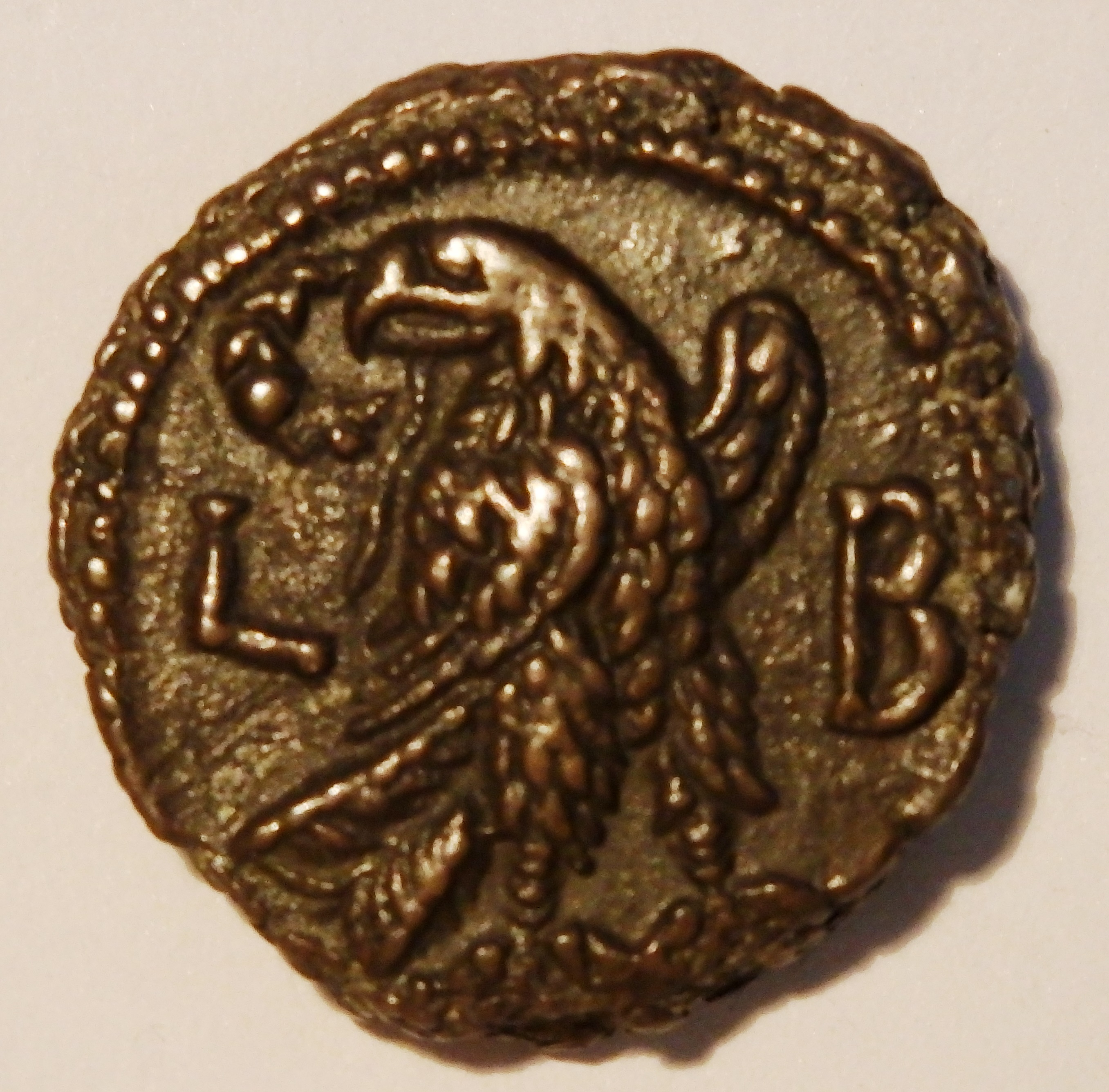
Probus Kampmann/Ganschow 112.5 Rückseite, Adler mit Kranz im Schnabel
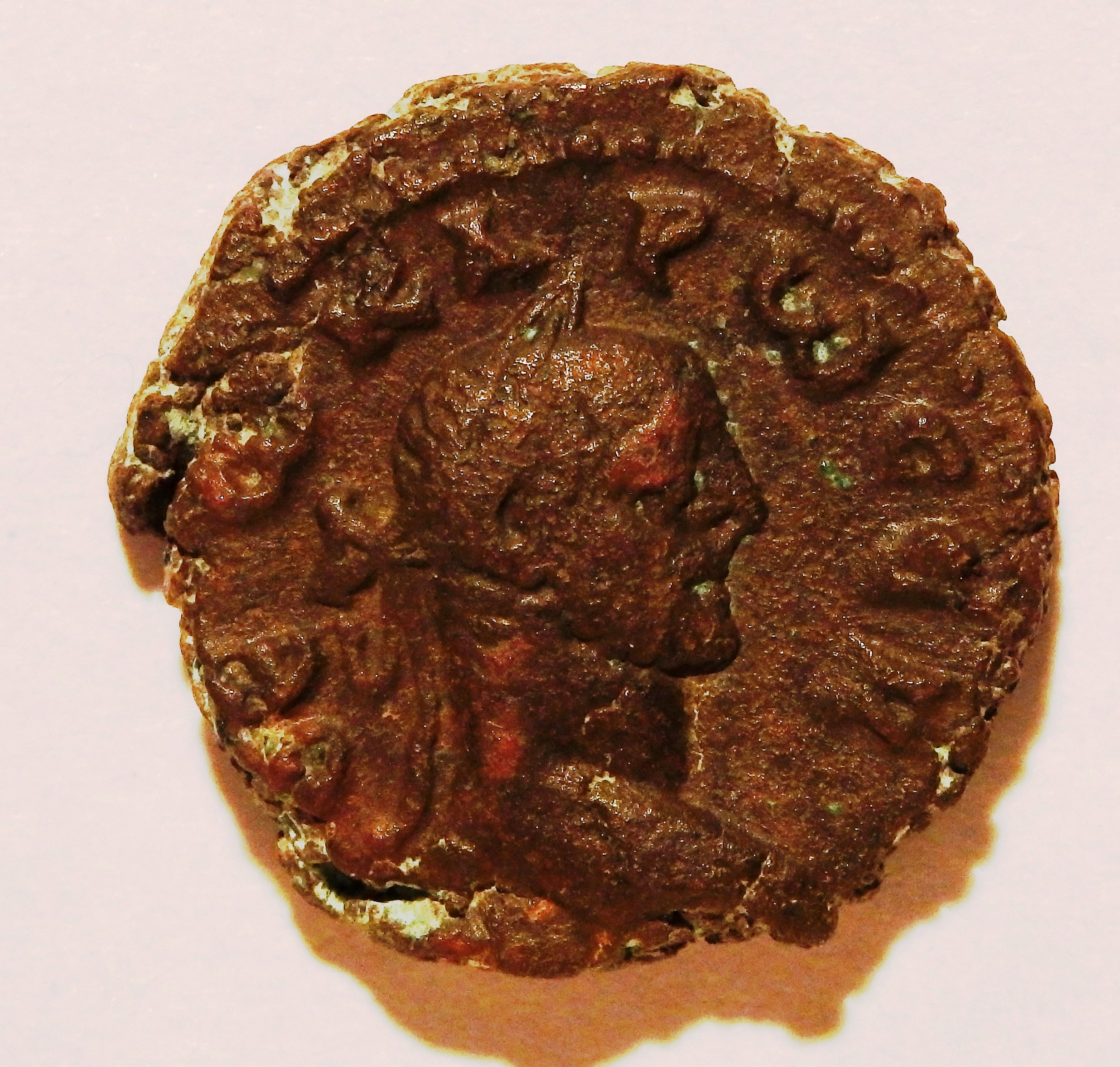
Billontetradrachme Carus, Kampmann/Ganschow 113.5
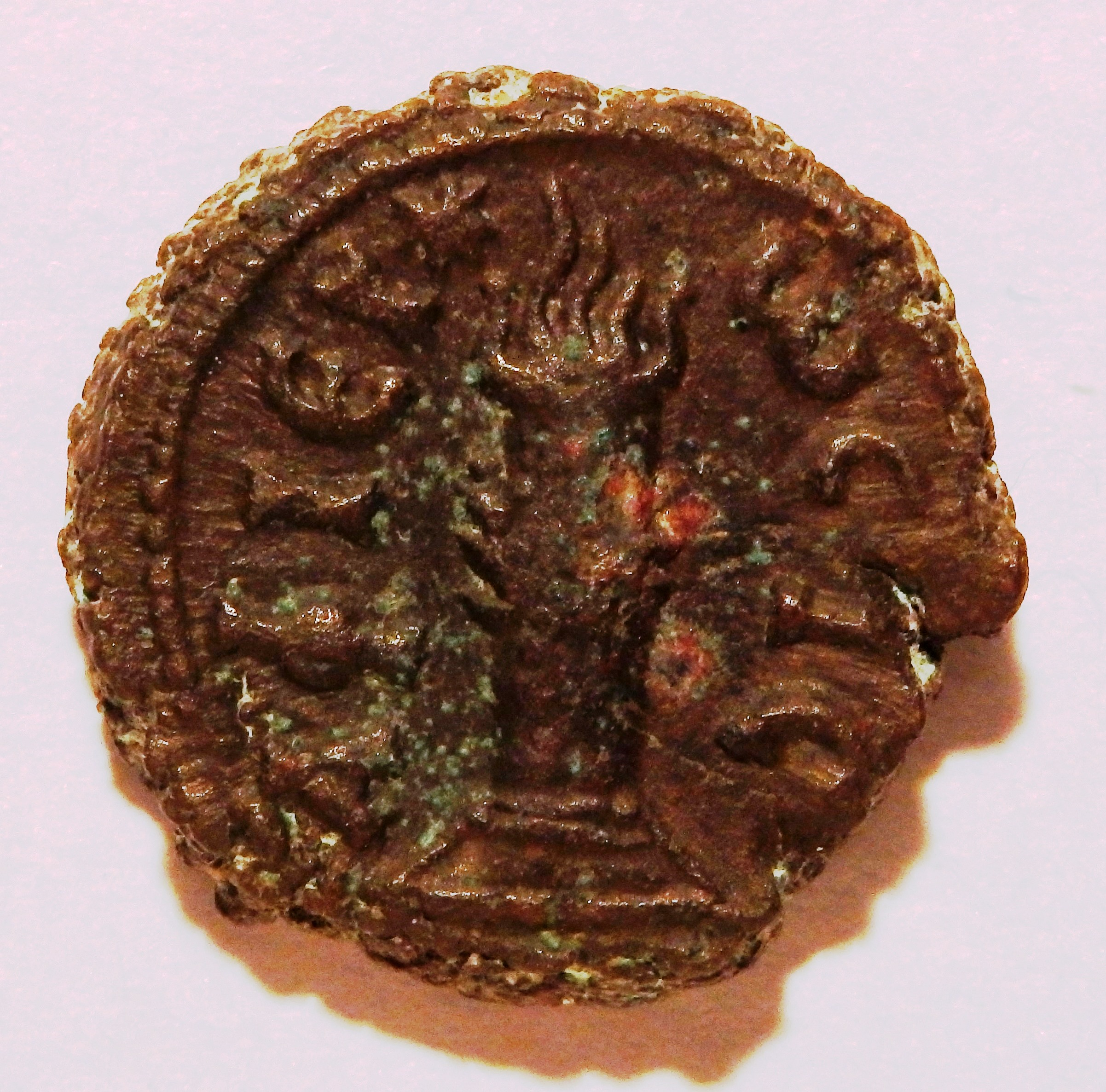
Carus, Kampmann/Ganschow 113.5 Rückseite, brennender Altar
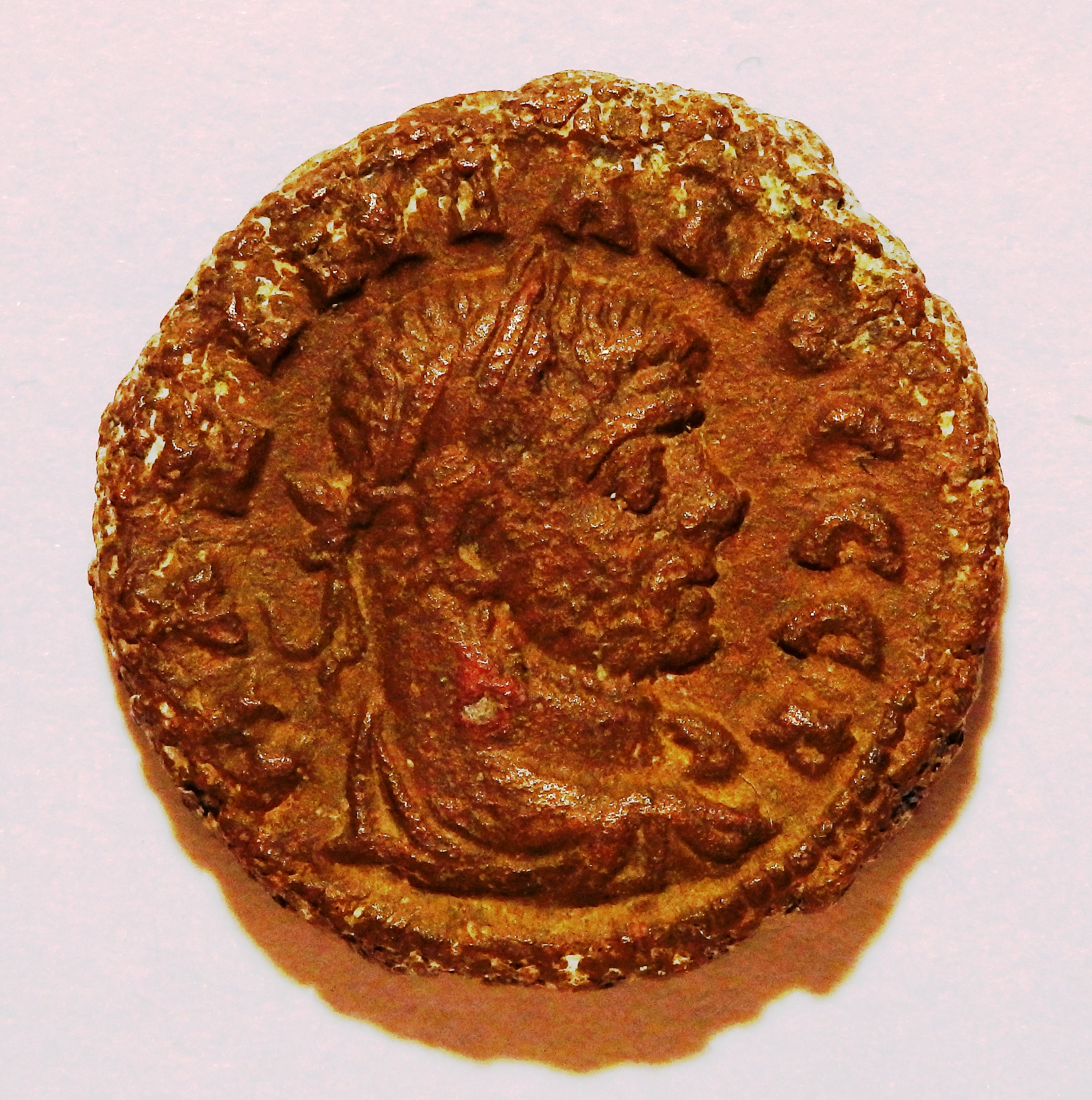
Billontetradrachme Maximianus, Kampmann/Ganschow 120.50
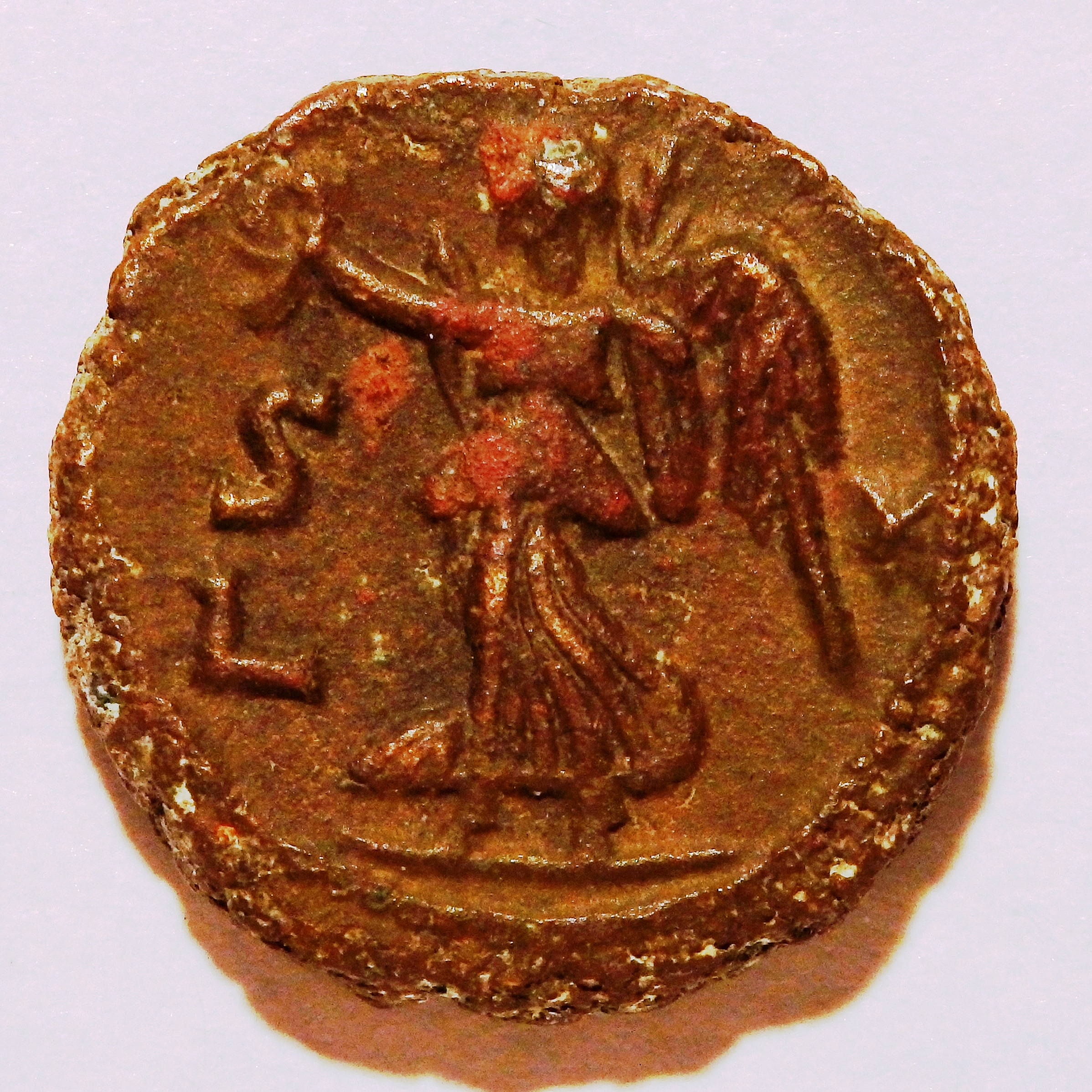
Maximianus, Kampmann/Ganschow 120.50 Rückseite, Nike mit Kranz in der Hand